# Verbrennungstriebwagen

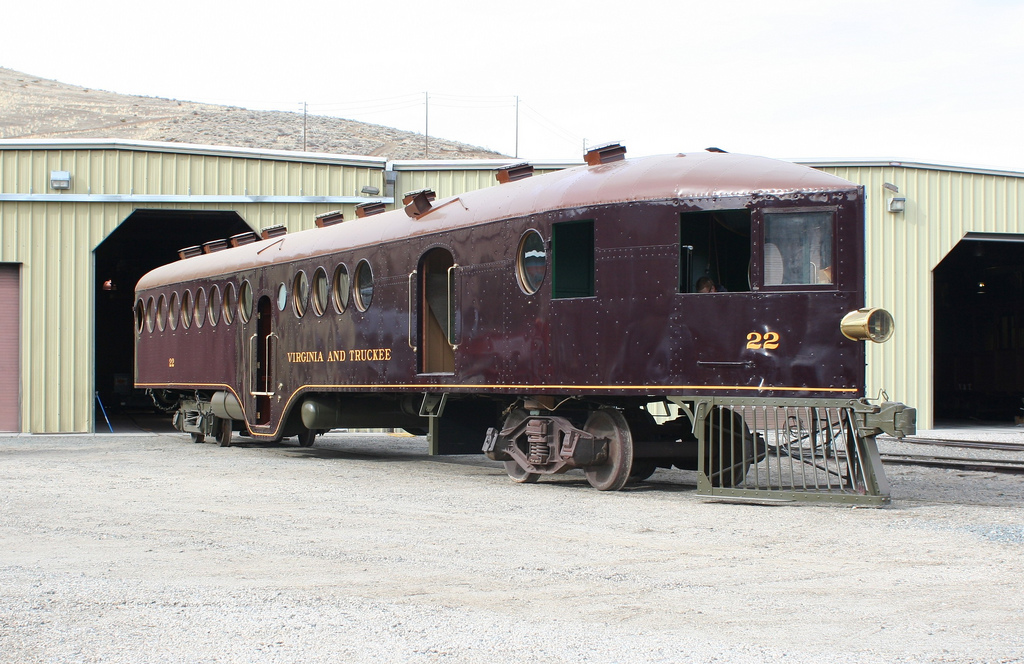
McKeen-Triebwagen,
Baujahre 1905–1917

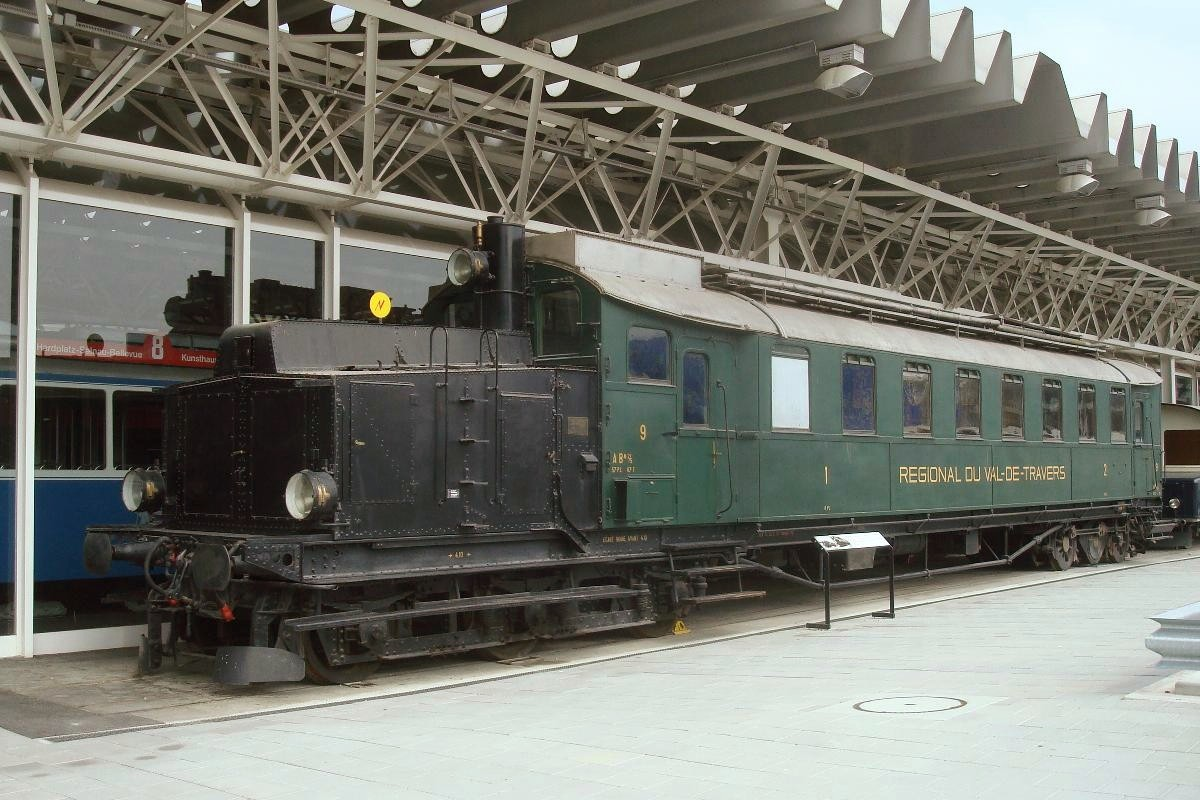
Die ersten funktionstüchtigen Dieseltriebwagen Europas: DET 1 u. 2 der Königlich Sächsischen Staatseisenbahnen, 1914

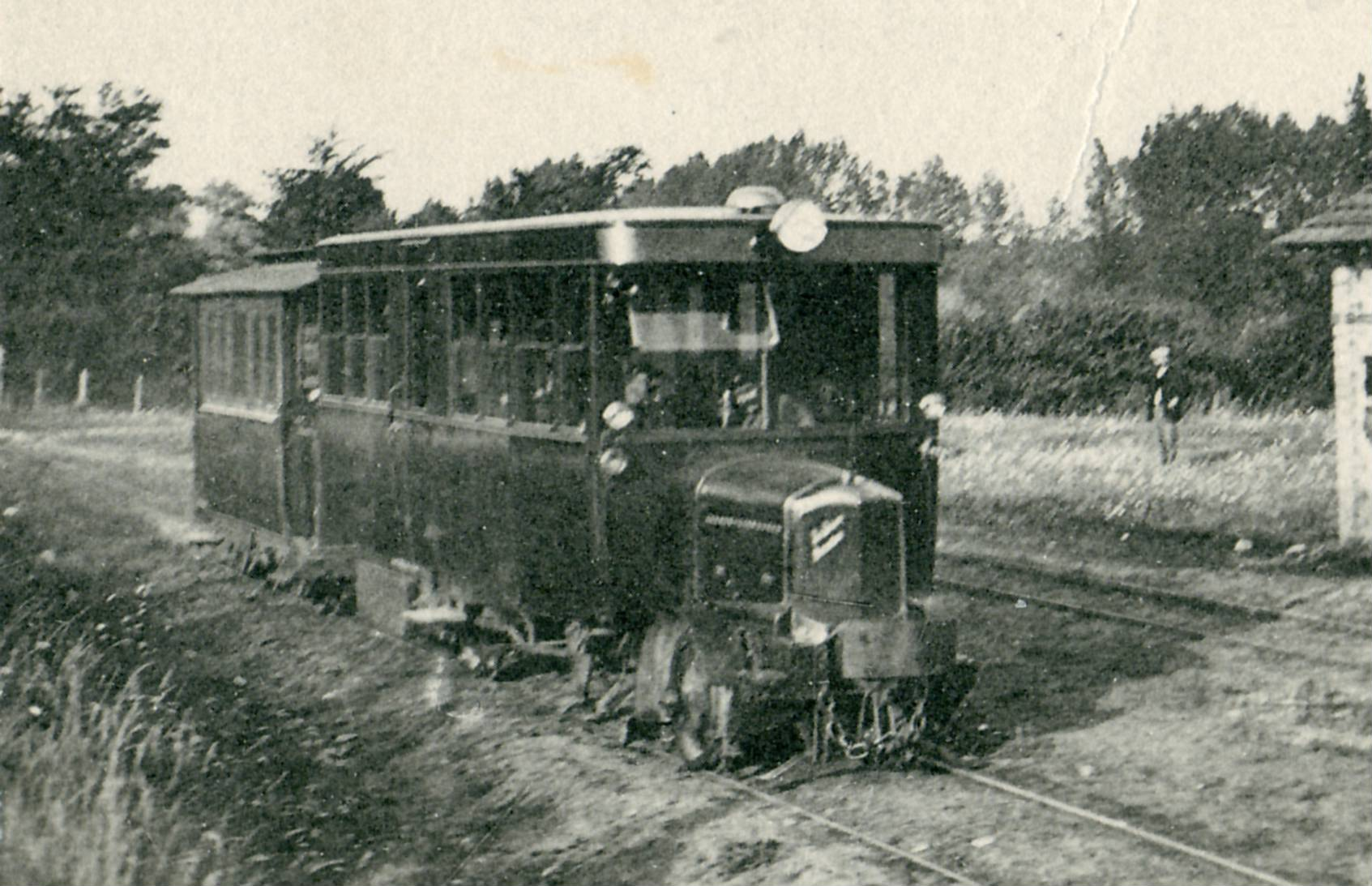
De Dion-Bouton-Schmalspur-Schienenbus 1924

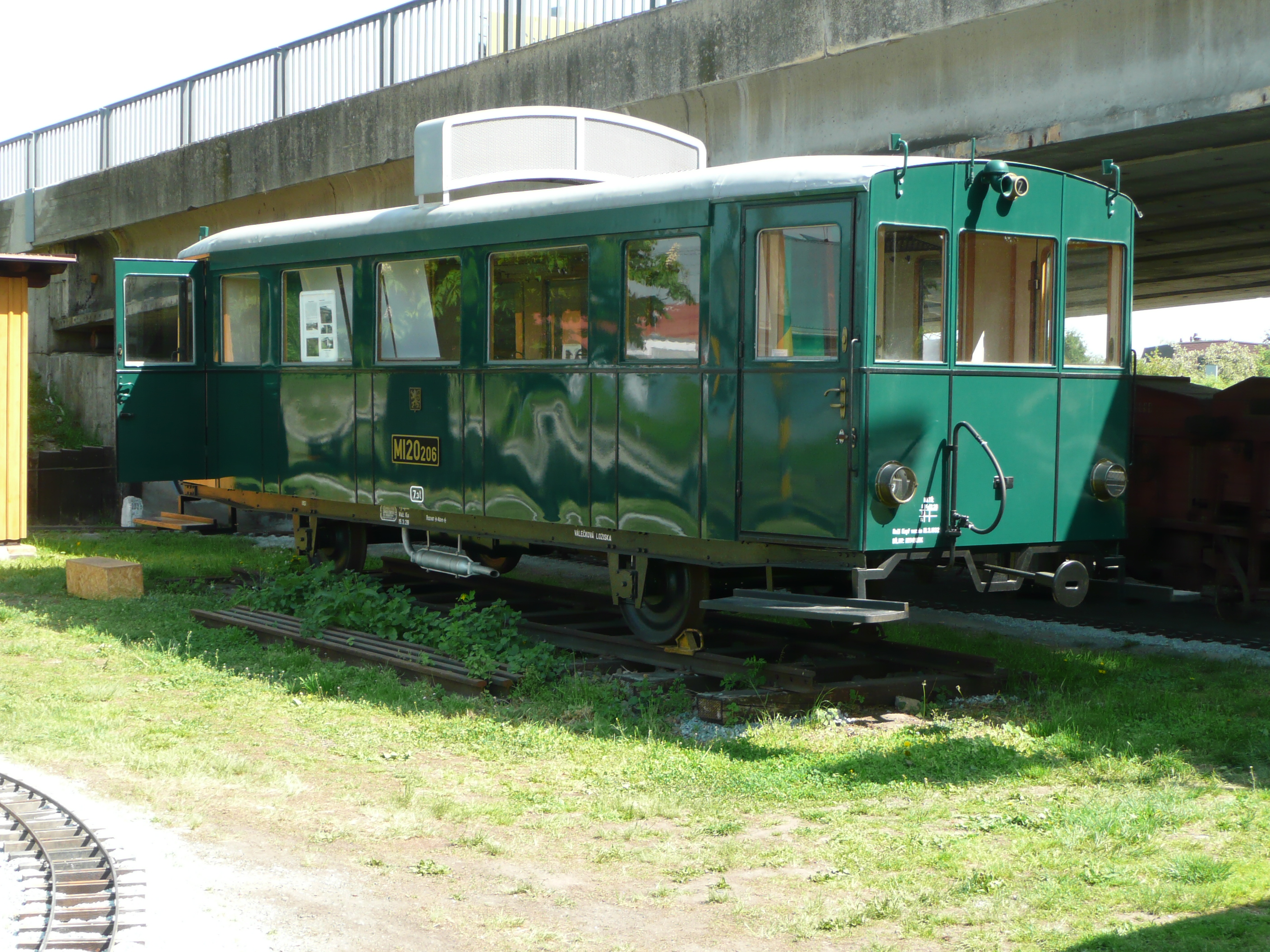
Foto des M 120.206 von Tatra aus dem Jahr 1927 nach seinem Wiederaufbau im Eisenbahnmuseum Rosice nad Labem (2018)

 Verbrennungstriebwagen,  Verbrennungsmotortriebwagen und Verbrennungstriebzüge sind Schienenfahrzeuge mit Verbrennungsmotor, die im Gegensatz zu Lokomotiven als Triebwagen selbst Platz für Fahrgäste oder Güter bieten. In der Geschichte dieser Fahrzeuge kamen verschiedene Antriebs- und Kraftstoffarten vor, die aktuellen Verbrennungstriebwagen werden demgegenüber fast ausschließlich mit Dieselkraftstoff betrieben. Aus diesem Umstand resultiert die in Deutschland verbreitete Bezeichnung „Dieseltriebwagen“ sowie die Baureihenkennung der deutschen Fahrzeuge bis in die 1960er Jahre mit dem Vorsatz „VT“. Speziell für den Einsatz als Schnellzug oder Fernschnellzug konzipierte Baureihen bezeichnete man früher als Schnellverbrennungstriebwagen (SVT).

## Geschichte

### Anfänge
Um auch Strecken mit geringem Verkehrsaufkommen wirtschaftlich betreiben zu können, begann man seit Mitte des 19. Jahrhunderts, Dampftriebwagen zu bauen, deren Einsatz aufgrund ihrer begrenzten Wasser- und Kohlenvorräte stets auf relativ kurze Strecken beschränkt blieb. Praktikablere Lösungen ergaben sich aus der Entwicklung der Verbrennungsmotoren.
Als wohl erste Verbrennungstriebwagen können die fünf Benzintriebwagen BW 1–5 der Königlich Württembergischen Staats-Eisenbahnen mit mechanischer Kraftübertragung gelten, gebaut von 1887 bis 1900 von der Maschinenfabrik Esslingen mit Motoren von Daimler. Wegen ihrer geringen Motorleistung von 25–30 PS eigneten sich die Triebwagen nur für leichte Einsätze. Auch wegen des Getriebes bewährten sie sich nicht und wurden nach wenigen Jahren durch Dampftriebwagen ersetzt. Ein sechstes baugleiches Fahrzeug wurde 1900 an die Schweizerische Nordostbahn verkauft und gelangte von dort zu den Schweizerischen Bundesbahnen.

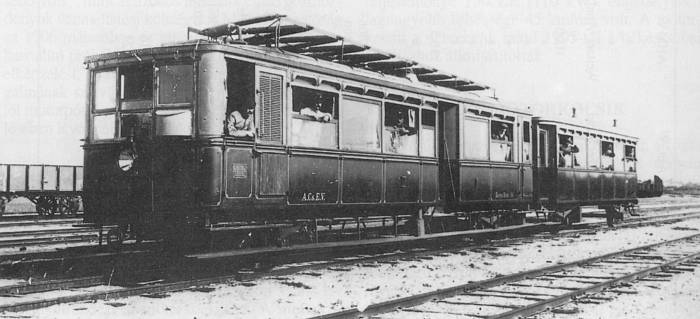
Benzinelektrischer Triebwagen der ungarischen ACsEV von Weitzer Rt. mit De Dion-Bouton-Motor, gebaut ab 1903/1906

Anfang des 20. Jahrhunderts wurden die ersten größeren Serien von Verbrennungstriebwagen entwickelt und ab 1905 in Nordamerika sowie ab 1906 in Europa gebaut. Das Unternehmen Weitzer János aus Arad baute versuchsweise ab 1903 und serienmäßig ab 1906 die Weitzer-De Dion-Bouton-Triebwagen für die Aradi és Csanádi Egyesült Vasutak (ACsEV) und andere ungarische Bahngesellschaften. Die Vierzylindermotoren kamen vom französischen Fahrzeughersteller De Dion-Bouton, die Steuerung erfolgte über eine herkömmliche Widerstandssteuerung mit Fahrschalter. 1910 besaß die ACsEV schon 41 dieser Triebwagen. Es wurden noch weitere Triebwagen für andere ungarische Privatbahnen gebaut und 1907 zwei für die Rumänische Staatsbahn.
Der amerikanische Vorreiter des Baus von Motortriebwagen war William McKeen, ein Ingenieur der Union Pacific Railroad. Unterstützt von seinem bisherigen Arbeitgeber machte er sich selbständig und produzierte ab 1905 in Omaha im US-Staat Nebraska stromlinienförmige Triebwagen, deren Motoren und Getriebe von Schiffsantrieben abgeleitet waren. Von 1905 bis 1917 wurden dort 152 dieser McKeen-Triebwagen gebaut und an über 40 US-amerikanische und vier ausländische Eisenbahngesellschaften verkauft.
In Deutschland wurden ab ca. 1910/11 Triebwagen mit Benzolmotor und elektrischer Kraftübertragung für die Länderbahnen gebaut (Preußischer VT 152 bis VT 161). 1913 gestaltete Walter Gropius einen von der AEG gelieferten schmalspurigen benzol-elektrischen Triebwagen für die Ostdeutsche Eisenbahn-Gesellschaft Königsberg.

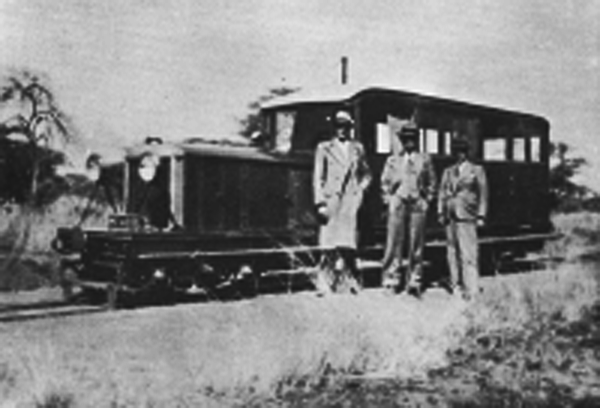
Triebwagen der Otavi Minen- und Eisenbahn-Gesellschaft aus dem Jahr 1914

Am Vorabend des Ersten Weltkrieges stellten die Königlich Sächsischen Staatseisenbahnen mit den DET 1 und 2 die beiden ersten funktionstüchtigen dieselelektrischen Triebwagen der Welt in Dienst. Der Krieg unterbrach die vielversprechende Entwicklung. Schließlich gelangten die Triebwagen in die Schweiz, wo sie etwa zwanzig Jahre im Einsatz waren. 1914 erhielt die Otavi Minen- und Eisenbahn-Gesellschaft in der Kolonie Deutsch-Südwestafrika einen Triebwagen mit DMG-Motor für die Spurweite 600 mm, der eine Höchstgeschwindigkeit von 138 km/h erreichte.
In den 1920er Jahren bekamen in vielen Ländern die Nebenbahnen Konkurrenz durch den motorisierten Straßenverkehr, dem man mit dem Einsatz von Triebwagen begegnete. Nach dem Ersten Weltkrieg begannen in Deutschland im Rahmen der Rüstungskonversion AEG und die Deutschen Werke Kiel (DWK) auf der Basis von Flugzeug- und Schiffsmotoren Anfang der 1920er Jahre mit der Fertigung von Verbrennungstriebwagen, die an zahlreiche Privatbahnen geliefert wurden. Beim Einsatz von Verbrennungstriebwagen übernahmen in Deutschland die Privatbahnen eine Vorreiterrolle, die Reichsbahn begann erst in den 1930er Jahren mit dem Bau nennenswerter Stückzahlen. In Frankreich wurden in den 1920er Jahren die Triebwagen des Autobauers De Dion-Bouton sowie von Billard, Chatenay et Cie bekannt und Anfang der 1930er Jahre die gummibereiften Micheline-Triebwagen.
In Österreich war vor allem die Firma Austro Daimler mit ihren Benzin-Leichtbautriebwagen bestrebt, Konstruktionsprinzipien des Straßenfahrzeugbaues auf den Schienenfahrzeugbau zu übertragen. Ihre Austro-Daimler-Triebwagen der BBÖ Reihen VT 61, VT 62 und VT 63 besaßen in Eisenbahnrädern laufende Luftreifen, sowie letztere erstmals ein gemeinsam mit Voith entwickeltes hydraulisches Getriebe. Auch an die Salzkammergut-Lokalbahn und die Steiermärkischen Landesbahnen wurden eigens konstruierte Schmalspur-Triebwagen geliefert. Ausgestattet waren alle Typen mit einem Sechszylinder-Benzinmotor Typ AD 640 mit einer Leistung von 80 PS. Die Triebwagen erwiesen sich durch den Ultra-Leichtbau und die verwendeten Benzinmotoren als letztendlich zu schwach für den Eisenbahnbetrieb und konnten sich nicht durchsetzen. Die meisten von ihnen wurden bereits vor 1939 wieder aus dem Verkehr gezogen.
In der Tschechoslowakei leistete Tatra in Kopřivnice Pionierarbeit auf dem Gebiet der Verbrennungsmotortriebwagen. Ihre Tatra-Turmtriebwagen leisteten einen wertvollen Beitrag zur Rationalisierung des Verkehrs auf Nebenbahnen.

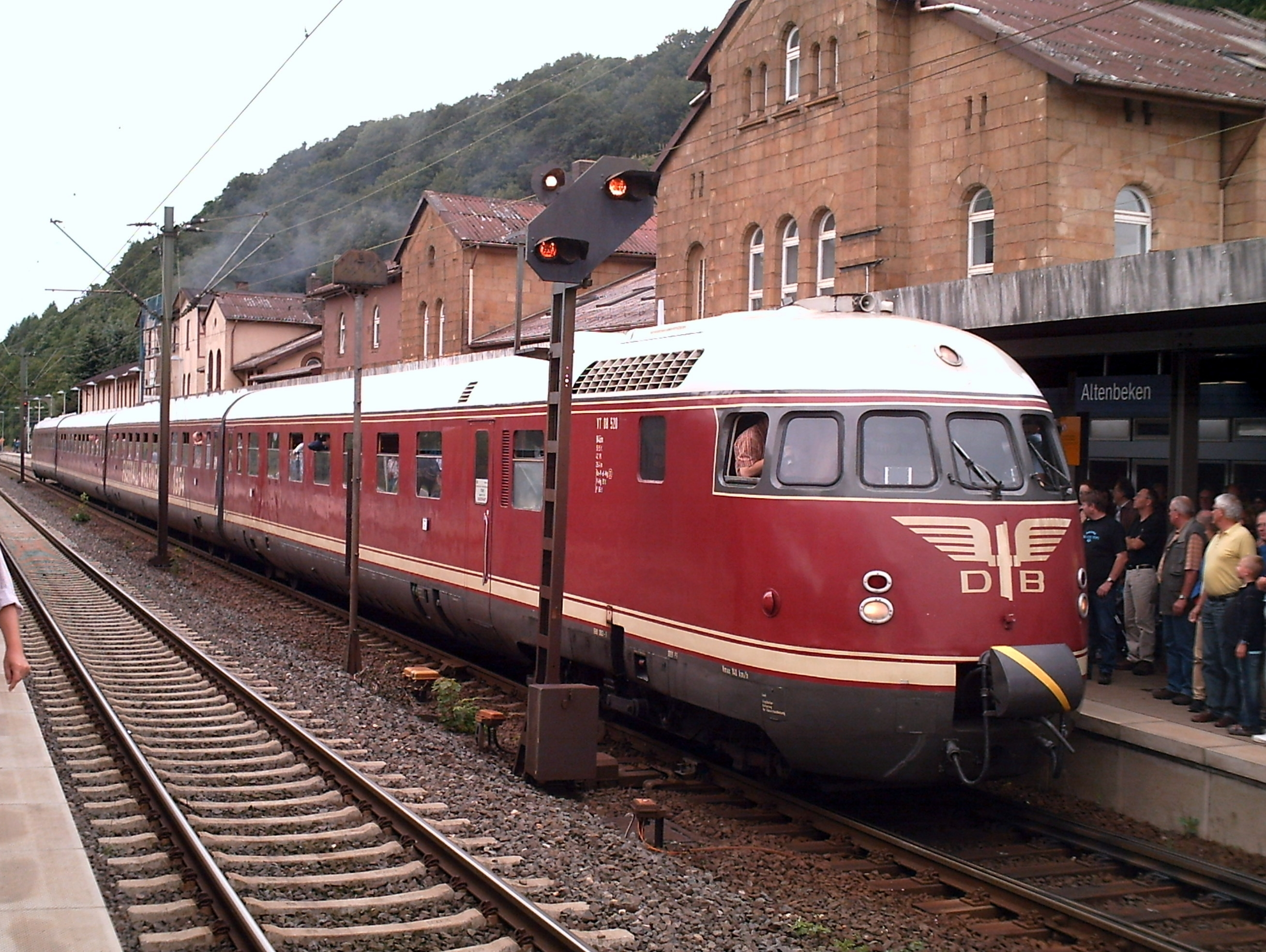
VT 08^{5} Bj. 1952–1954

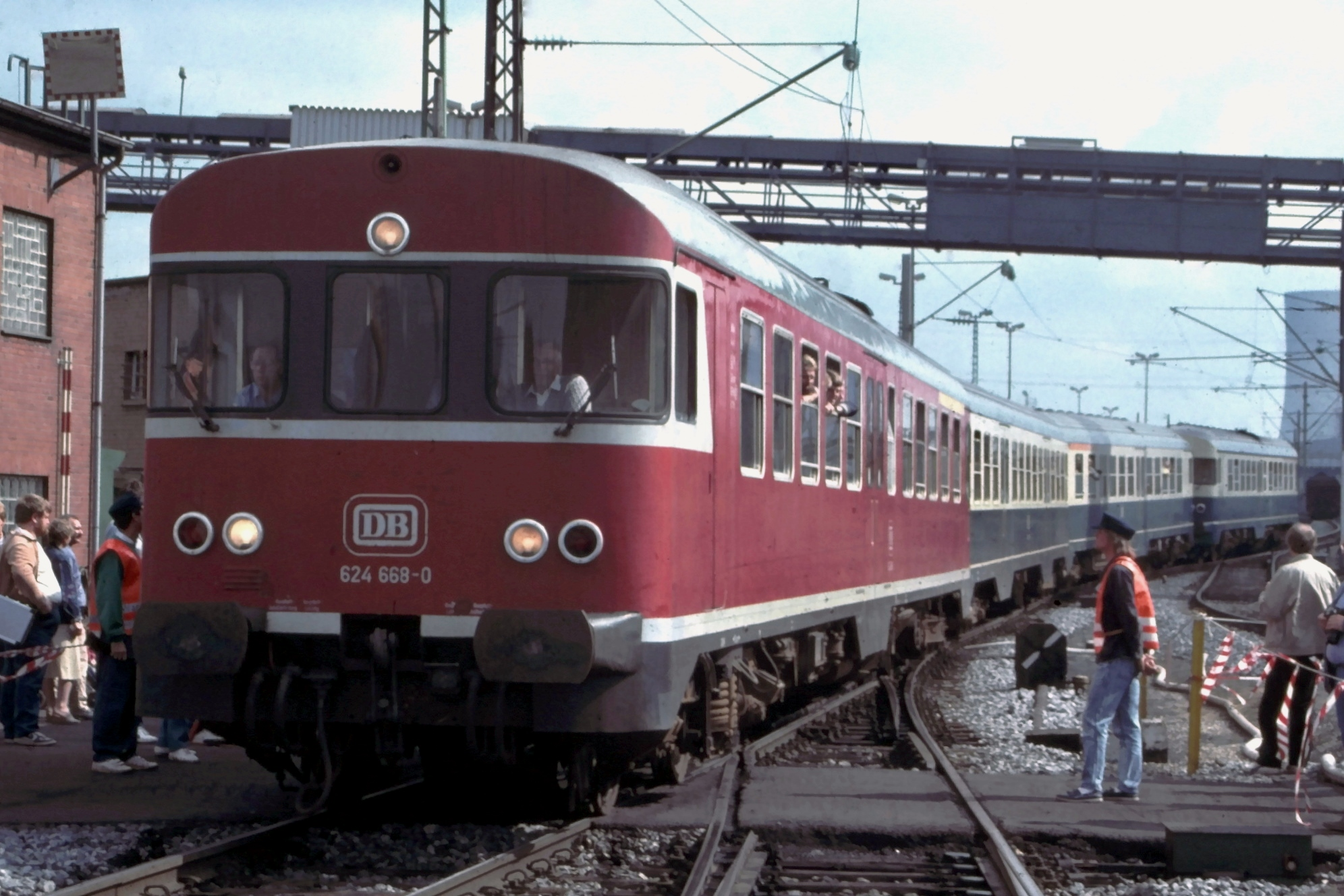
624 668 in roter Ursprungsfarbgebung in Herne, Bj. 1961/1964–1968

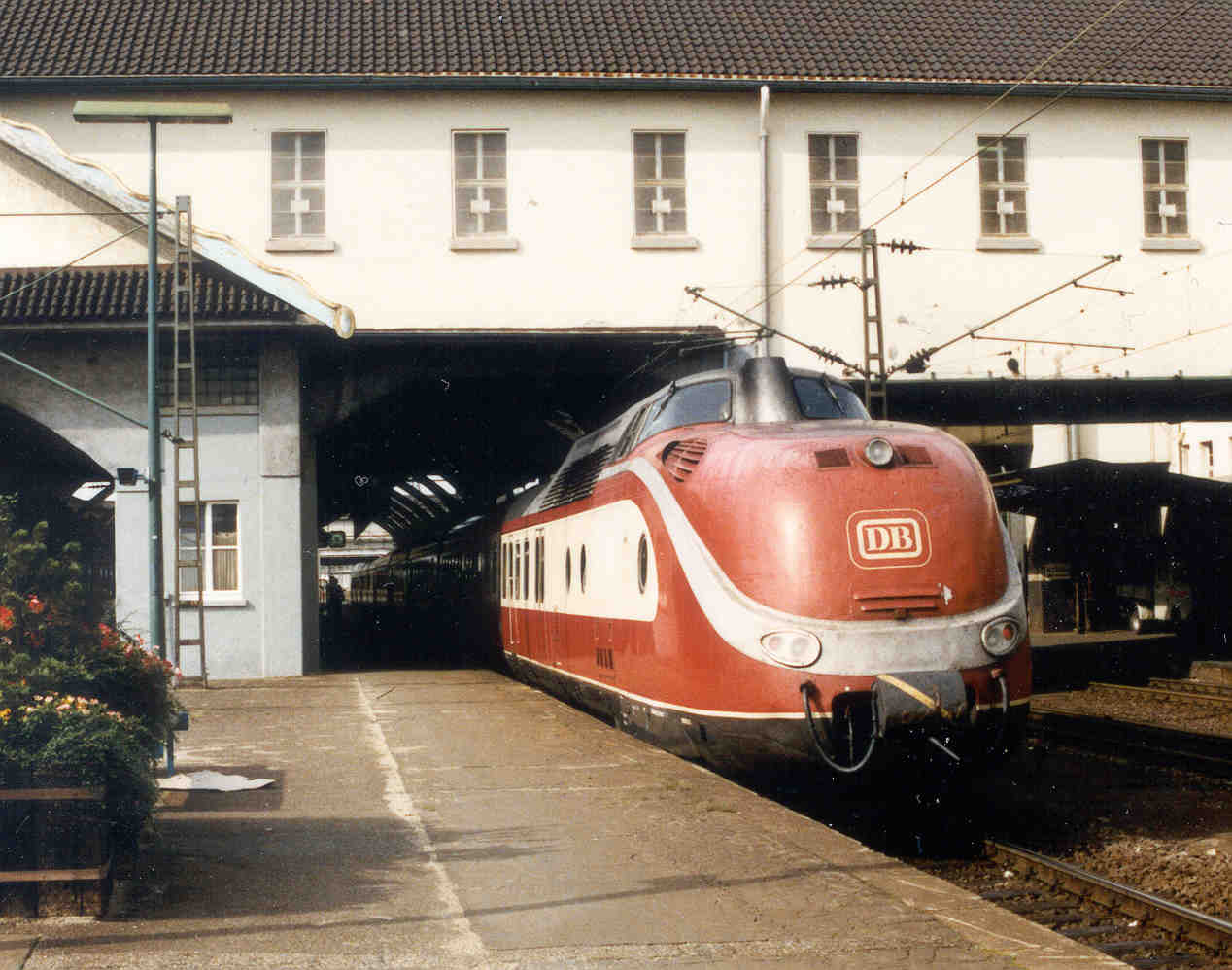
VT 11.5 der DB, Baujahr 1957

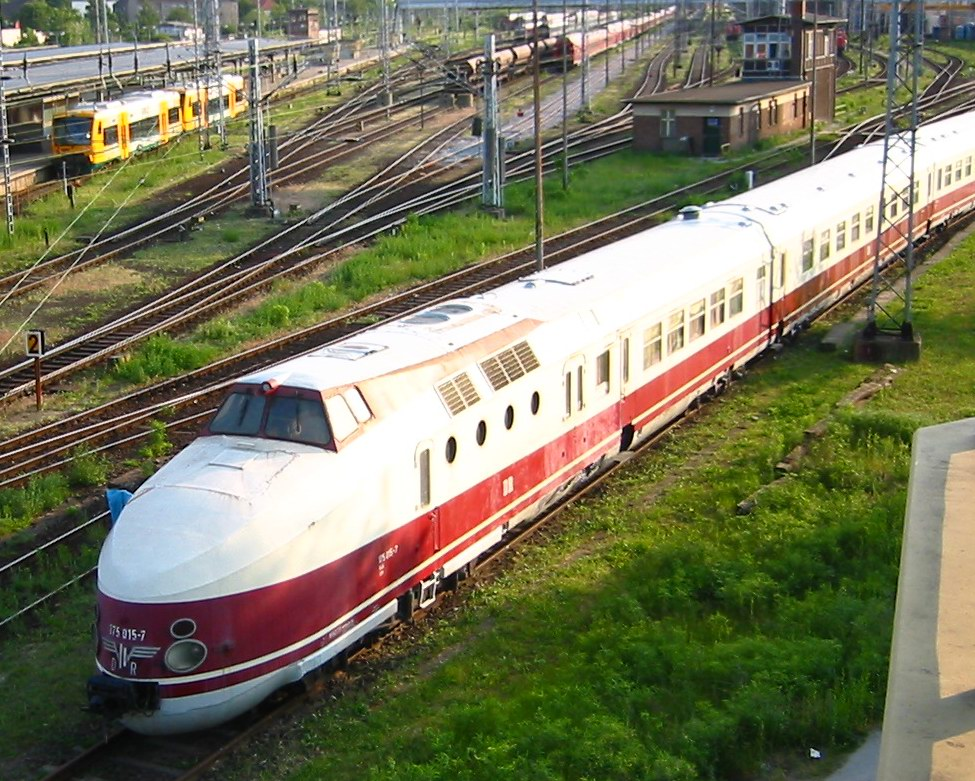
VT 18.16 der DR,
Baujahre 1963/1965–1968, im Hintergrund zwei Stadler RS1

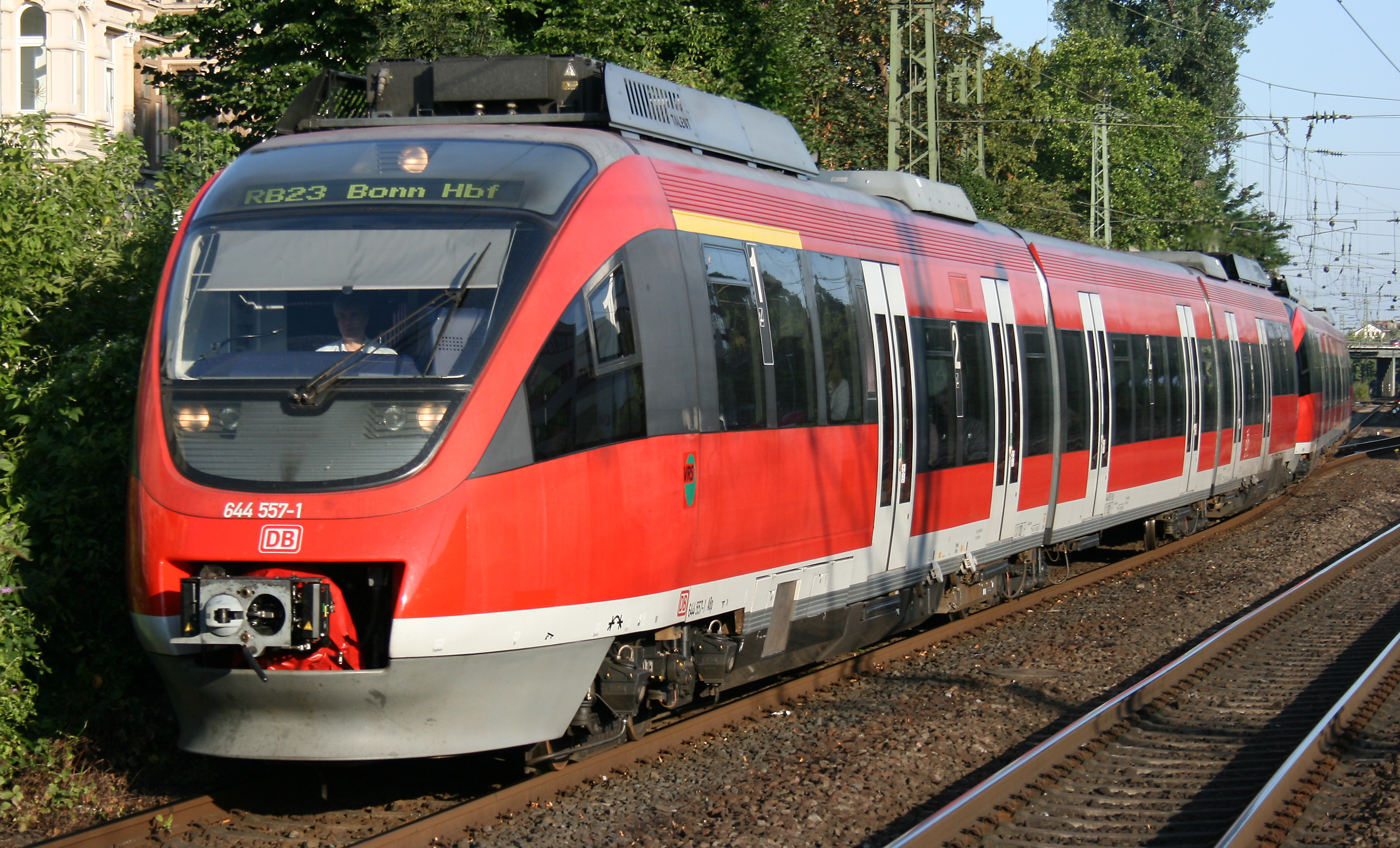
Bombardier TALENT-Niederflurtriebzug, 1996 ff.

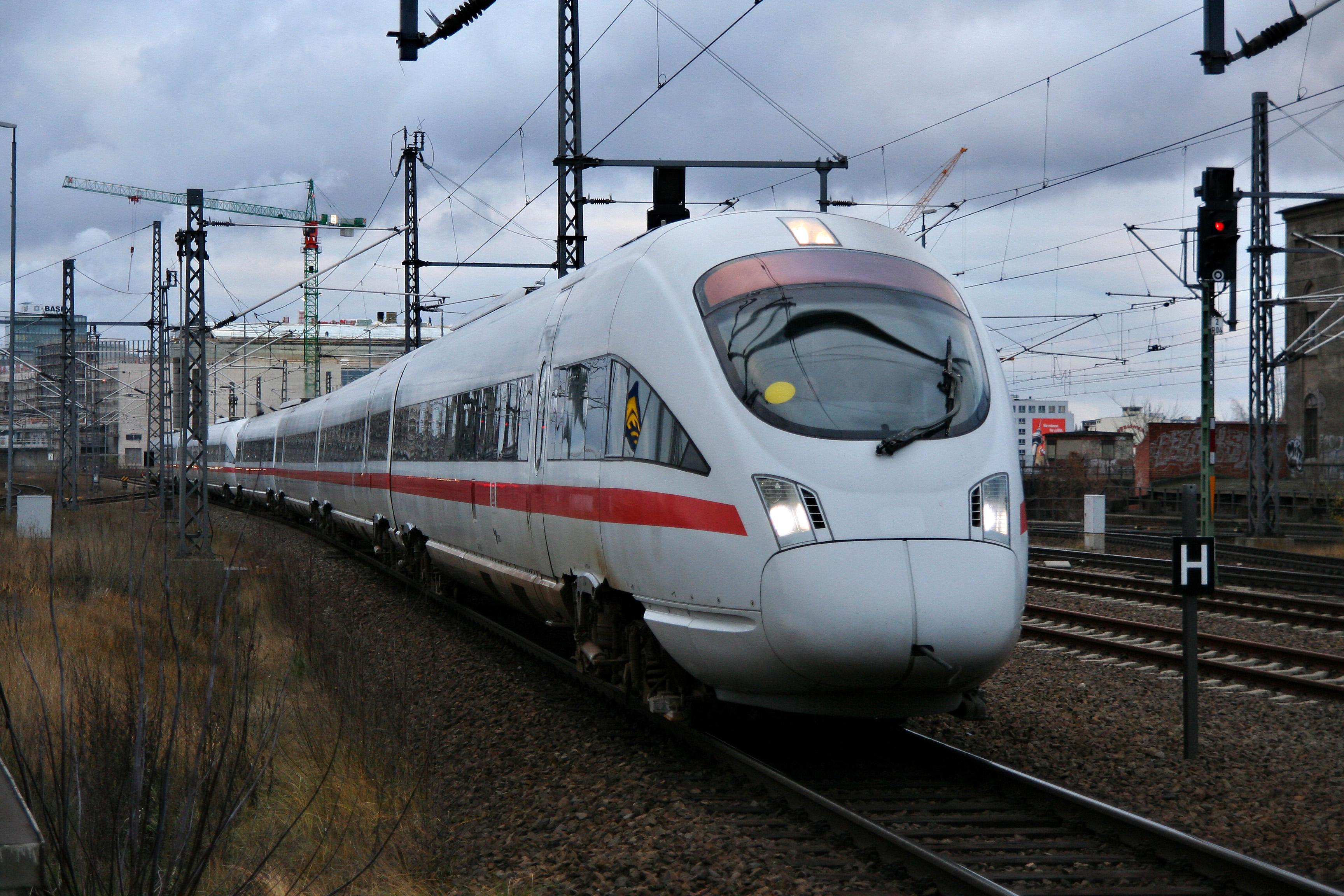
ICE-TD, gebaut seit 1999/2001, in Berlin Ostbahnhof

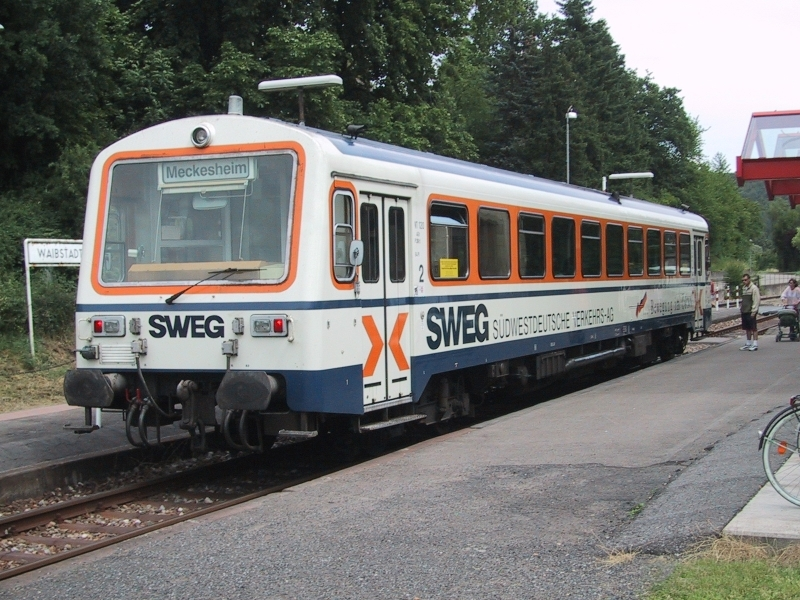
Baujahr 1981: NE 81 der ersten Serie der Südwestdeutschen Verkehrs-AG (SWEG)

### Dieseltriebwagen
In Österreich herrschte bis zu Beginn der 1930er Jahre der Antrieb mit Benzinmotoren vor, einzig der 1928 in Dienst gestellte TCa 51 der Salzkammergut-Lokalbahn besaß bereits einen vierzylindrigen MAN-Dieselmotor. Da er sich jedoch nicht bewährte, wurde er bald durch einen Benzinmotor ersetzt.

Ab den 1933 in Dienst gestellten, dieselelektrisch angetriebenen Baureihen BBÖ VT 41 und VT 70 besaßen alle österreichischen Triebwagen einen Dieselmotor. Diese beiden Baureihen, bereits nach Vollbahn-Grundsätzen konstruiert, erwiesen sich zudem als die ersten dauerhaft verwendbaren Verbrennungsmotortriebwagen des Landes.
In Deutschland wurden zu Anfang der 1930er Jahre die (noch mit Ottomotoren angetriebenen) Wismarer Schienenbusse für den kostengünstigen Personenverkehr auf Nebenbahnen entwickelt. Von der DRG wurden zunächst 29 zweiachsige Triebwagen der Baureihe VT 135 (Nummern 002–059 mit Lücken) angeschafft. Sie erhielten passende Beiwagen und wurden in der Folge mehrfach umgebaut. Die Nachfolgebauart VT 135 (Nummern 061–132) erinnert mit ihren runden Formen bereits an die Schienenbusse der Nachkriegszeit. Neben der Absicht, Personal zu sparen und den Oberbau durch leichte Fahrzeuge zu schonen, versuchte man auch früh, durch Übernahme von Komponenten aus dem Straßenfahrzeugbau die Planungs- und Anschaffungskosten zu reduzieren. Die Motoren von Ford für die Wismarer Schienenbusse sind hierfür ein Beispiel. Bei den Nachkriegsbaureihen VT 95 (DB, CFL) und VT 2.09 (DR) wurde dieser Ansatz zunächst konsequent weiterverfolgt, mit den VT 98 jedoch teilweise zum „klassischen“ Schienenfahrzeug zurückgekehrt.

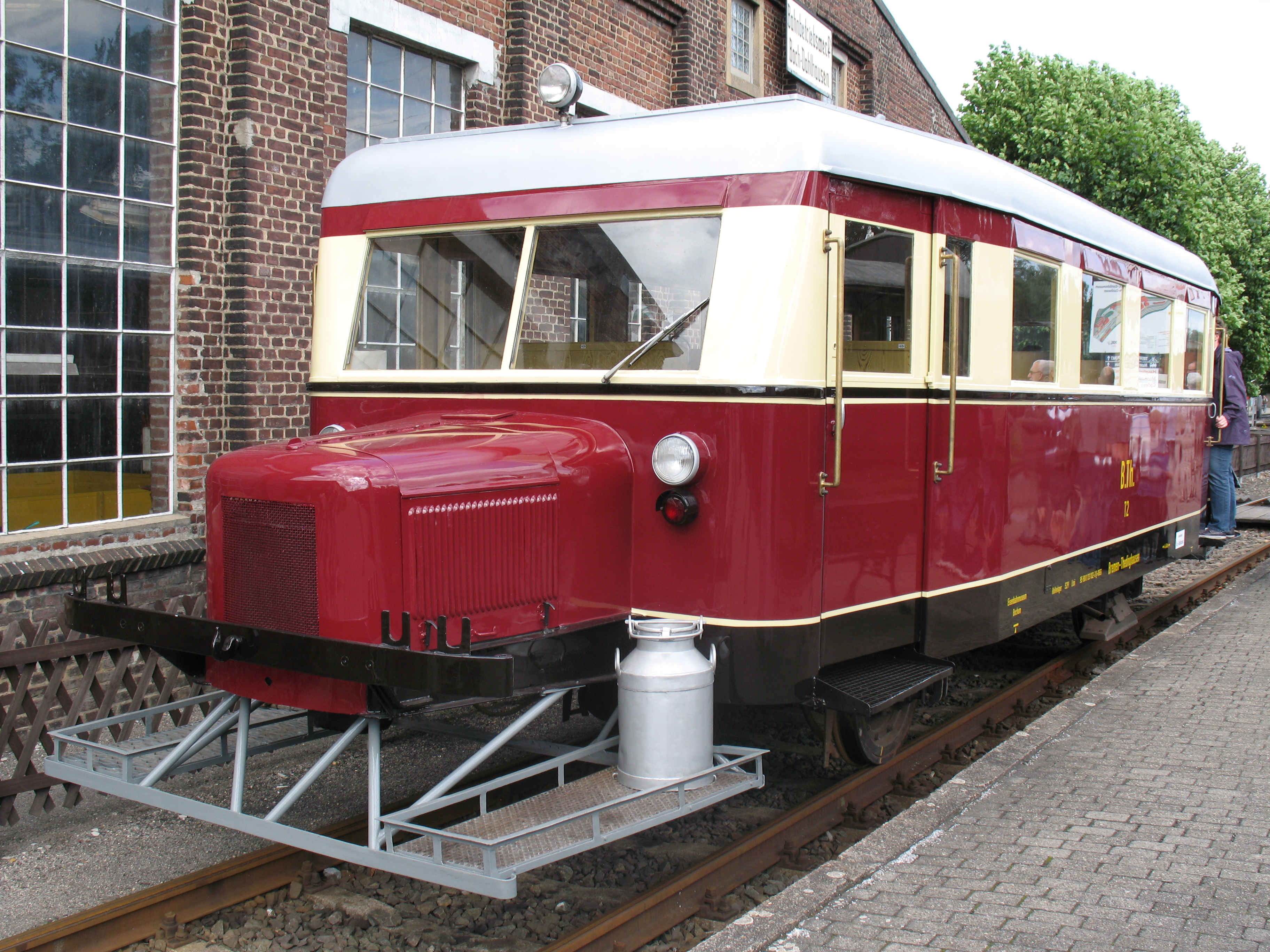
Wismarer Schienenbus, Bj. 1932–1941
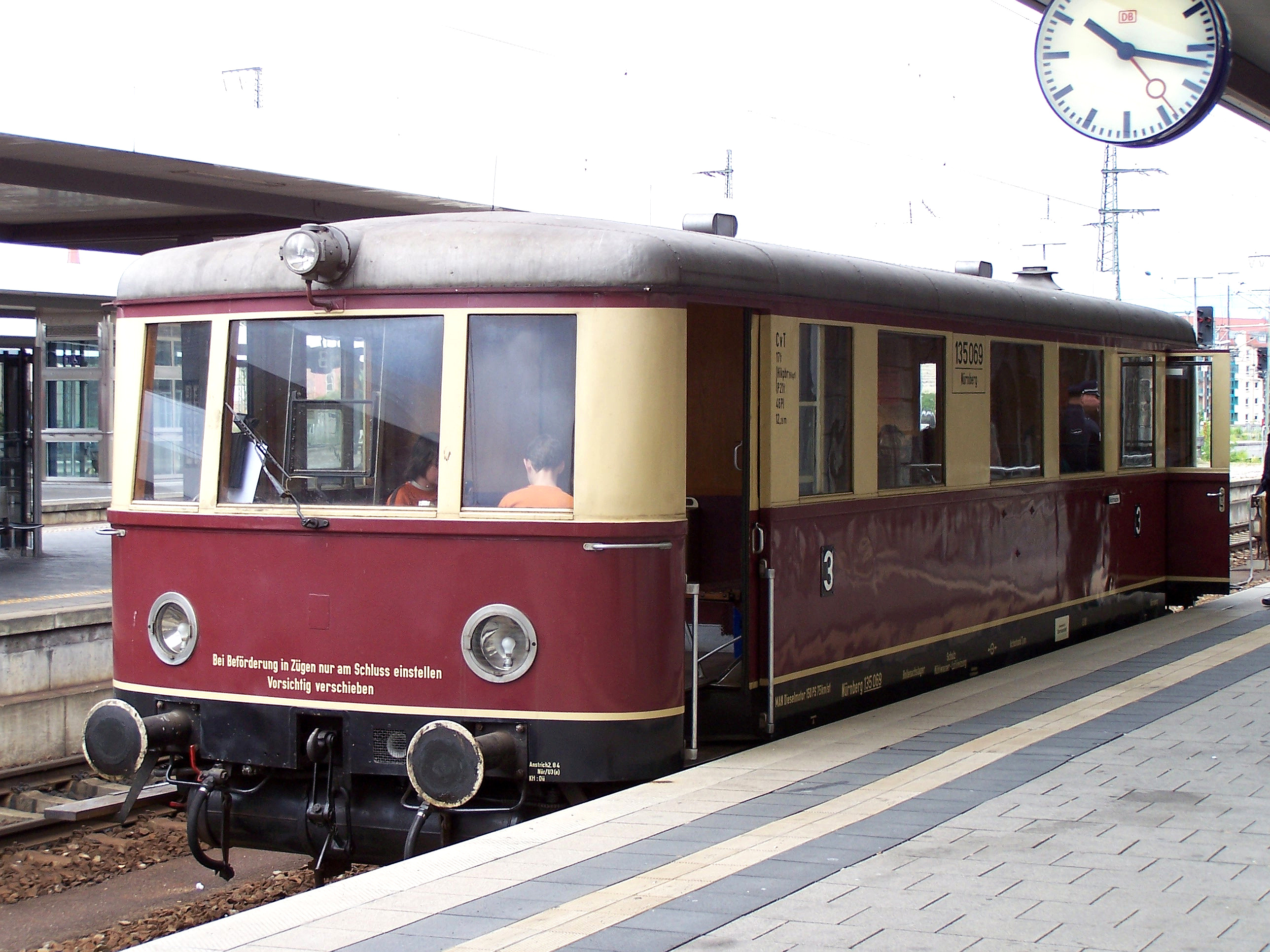
VT 135 069 schon ohne Motorhaube, Bj. 1937–1938
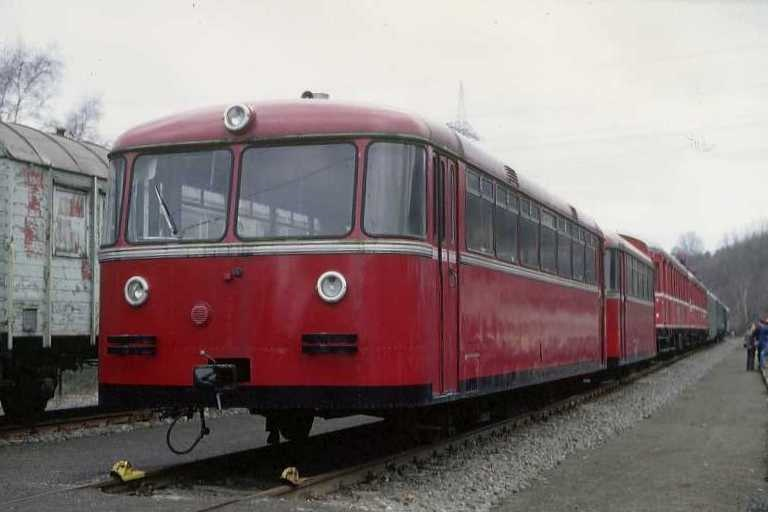
Uerdinger Schienenbus VT 95, Bj. 1950/1952–1958

Nach den Fahrzeugen für den Nahverkehr wurden auch Verbrennungstriebwagen für Fern- und Schnellverkehr entwickelt und gebaut. Der VT 877 (Fliegender Hamburger) war der erste Dieselschnelltriebwagen der Deutschen Reichsbahn und zugleich der erste Stromlinienzug im planmäßigen Einsatz. Mit ihm wurde ab 1933 zwischen Berlin und Hamburg die damals weltweit schnellste Zugverbindung hergestellt. Aufgrund der zunehmenden Verknappung des Dieselöls im Verlauf des Zweiten Weltkriegs kam diese Entwicklung aber bald ins Stocken.
Nach dem Zweiten Weltkrieg nahmen sich DB und DR sowie die NE-Bahnen des Themas Dieseltraktion wieder an. In der Bundesrepublik wurden mehrere Triebwagentypen entwickelt, so ab 1950 der Uerdinger Schienenbus der DB, der in seinen Grundformen VT 95 und VT 98 für lange Jahre zum „Nebenbahnretter“ wurde. Verhindern konnten diese Triebwagen den „Rückzug aus der Fläche“ letztlich aber nicht. Für die NE-Bahnen wurden ab 1951 die Esslinger Triebwagen und 1955 die MAN-Schienenbuse produziert. 1957 folgte die DR mit der Entwicklung ihrer Schienenbusse der Baureihe VT 2.09.
Für die Hauptbahnen entstanden die ersten Triebzüge, Einheiten aus einem oder zwei Triebwagen mit antriebslosen Mittelwagen (und/oder ggf. einem Steuerwagen). Spektakuläre Fahrzeuge der 1950er Jahre waren die TEE-Züge der Baureihe VT 11.5, die für den hochwertigen grenzüberschreitenden Verkehr konzipiert waren. Ein Pendant erhielten sie in der DDR mit der Baureihe VT 18. Dieseltriebzüge für den Regionalverkehr auf Hauptbahnen waren unter anderem die Einheiten der DB-Baureihen 624 und deren – ursprünglich für Neigetechnik entwickelte – Nachfolger 614. Gegen Ende ihrer Einsatzzeit wanderten sie in untergeordnete Dienste ab.
Die Deutsche Bundesbahn konnte sich angesichts des Nebenbahnsterbens lange Zeit nicht dazu entschließen, Nachfolger für die Schienenbusse anzuschaffen. Mit den 13 Triebwagenen der Baureihe 627 wurde in den 1970er Jahren ein Anfang gemacht, der in die in größerer Stückzahl erworbene Baureihe 628 mündete. Ende der 1980er Jahre wurden mit der Baureihe 610 die ersten Doppeltriebwagen mit gleisbogenabhängiger Wagenkastensteuerung (Neigetechnik) bestellt. Diese Entwicklung gipfelte in den 200 km/h schnellen ICE-TD-Triebzügen, die sich aber als problembehaftet herausstellten und nach kurzer Betriebszeit abgestellt und ausgemustert wurden.
Außer den staatlichen schafften auch private Bahngesellschaften Verbrennungstriebwagen an. Hier zog man den Uerdinger Schienenbussen öfters leistungsfähigerere Fahrzeuge vor, da sie Güterwagen ziehen konnten, was die Unterhaltung von Güterzuglokomotiven überflüssig zu machen versprach. Seit auch auf dem ehemals staatlichen Netz vermehrt Privatbahnen Verkehr anbieten, hat sich die Zahl der Dieseltriebwagen und ihrer Bauarten signifikant erhöht.
Auch die Deutsche Bahn setzt auf Nebenbahnen, von wenigen Ausnahmen abgesehen, keine lokbespannten Reisezüge mehr ein.

### Wasserstoffverbrennungstriebwagen
Der 2024 vorgestellte Prototyp des RS Zero von Stadler Rail wurde erstmals mit Wasserstoffverbrennungsmotoren und nachfolgendem elektrischen Antriebsstrang ausgeführt.

## Baureihen
- Serien unter 10 Wagen oder Zügen sind nur in Ausnahmefällen mit aufgenommen.

### Deutschland

#### Deutsche Klein- und Privatbahnen (bis 1945)
- DWK Modell IV a Normalspur (1924); verschiedene Gesellschaften; Hersteller DWK
- AEG-Benzoltriebwagen (1925); verschiedene Gesellschaften und verschiedene Hersteller
- BHM T 279 (1928); Hersteller Sächsische Waggonfabrik
- KWOe T1 und T2 (1933); OHE; Hersteller Gothaer Waggonfabrik
- RSE T1 ... T5 (1934); Bröltalbahn; Hersteller Waggonfabrik Wismar
- SEG T22 und T23 (1935); Süddeutsche Eisenbahn-Gesellschaft; Hersteller MAN
- CSM T22 (1935); OHE; Hersteller Waggonfabrik Talbot
- Neukölln-Mittenwalder Eisenbahn T1 (1936); Neukölln-Mittenwalder Eisenbahn; Hersteller Christoph & Unmack
- RAG VT 01, VEE VT 101 (1938); verschiedene Gesellschaften; Hersteller Dessauer Waggonfabrik
- Weimar-Berka-Blankenhainer Eisenbahn T10 (1938); WBBE; Hersteller DUEWAG
- Butjadinger Bahn T 2 (1940); Hersteller WUMAG

#### Deutsche Reichsbahn Gesellschaft und Deutsche Reichsbahn (bis 1945)
- VT 133/135 (Wismarer Schienenbus; bei der DB: VT 88.9)
- VT 10 (Gütertriebwagen)
- Fliegender Hamburger
- SVT 137
- VT 135 (erste Bauart)
- VT 135 (zweite Bauart)

#### Deutsche Reichsbahn (1949–1993)
- VT 12, Schnelltriebwagen, gebaut 1954
- VT 2.09, „Ferkeltaxe“, gebaut 1957/1962–1969
- VT 18, Schnelltriebwagen, gebaut 1963/1965–1968

#### Deutsche Bundesbahn (1949–1993)
- Schienen-Straßen-Omnibus
- VT 95 (einmotoriger Schienenbus)
- VT 98 (zweimotoriger Schienenbus)
- VT 08
- VT 11.5 (TEE-Triebzug)
- VT 12
- VT 24
- Baureihe 614
- Baureihe 628
- Baureihe 610 („Pendolino“ mit Neigetechnik)

#### Deutsche Bahn (ab 1994)
- Baureihe 611, 1996/97, 50 zweiteilige Züge mit Neigetechnik (2’B’+B’2’)
- Baureihe 612, 1998 ff., 192 zweiteilige Züge mit Neigetechnik (2’B’+B’2’)
- Alstom Coradia LINT (Baureihen 620, 622, 623, 640, 648 und 1648)
- Baureihe 650, 1996; einteilige Triebwagen mit zwei MAN- oder Iveco-Motoren (B’B’)
- ICE TD (mit Neigetechnik), 19 Züge (gebaut 20) 1996 ff. (2’Bo’+Bo’2’+2’Bo’+Bo’2’)
- Bombardier Talent, 1996 ff., Baureihen 643 (dieselmechanisch) und 644 (dieselelektrisch)
- Siemens Desiro Classic, 1999 ff., Baureihe 642 (B’2’B’)
- Stadler GTW 1. Generation, 2001 ff., Baureihe 646 (2’Bo2’)
- Alstom Coradia A TER, 2001 ff., Baureihe 641 ((1A)(A1))
- Pesa Link, Baureihen 632 (B’2’B’) und 633 (B’2’2’B’), ab 2013

#### Klein- und Privatbahnen

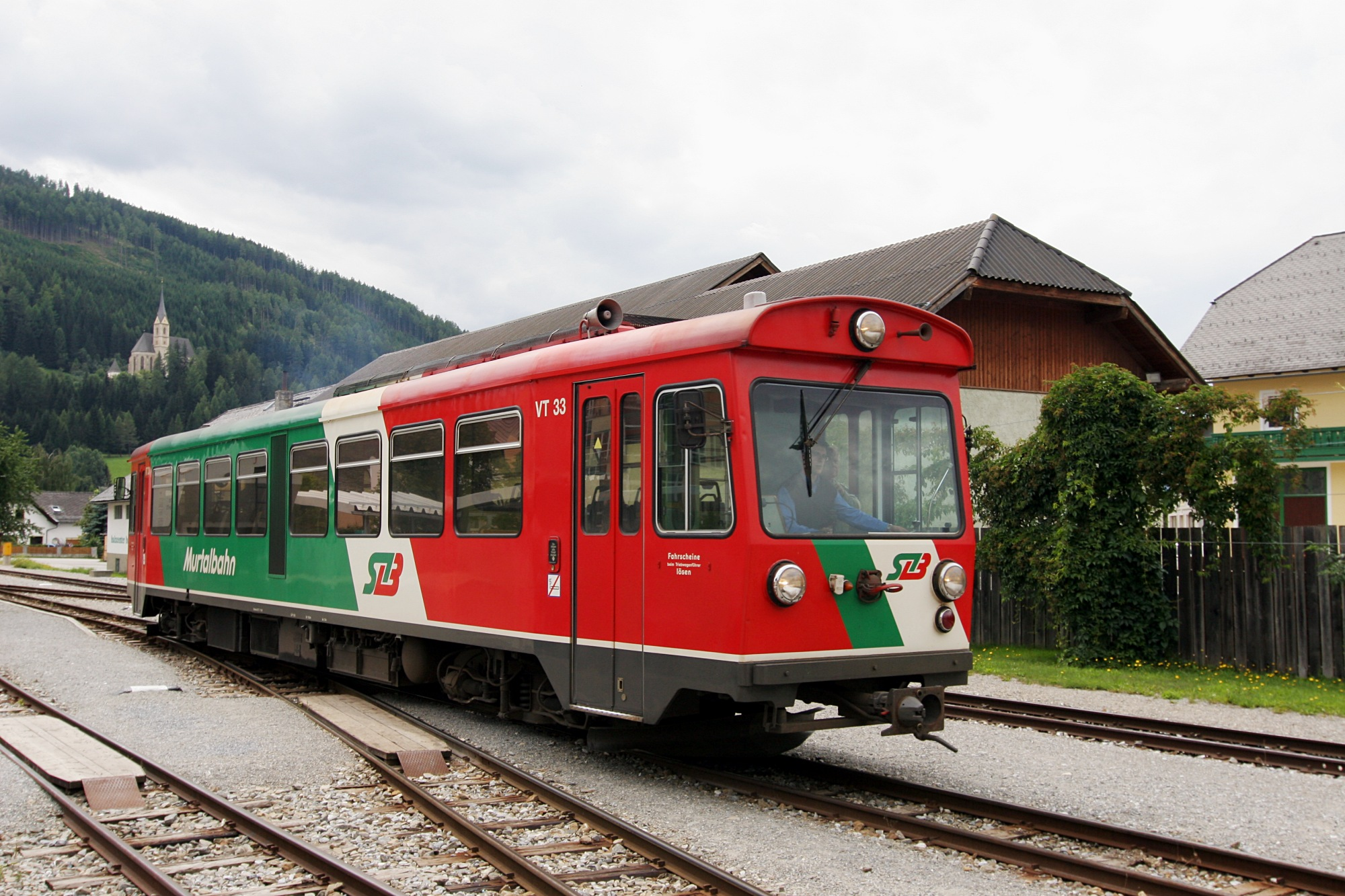
Österreichischer Schmalspur-Dieseltriebwagen

- MAN-Schienenbus
- Esslinger Triebwagen
- LINT 41
- MaK GDT
- NE 81
- LHB VT 2E
- Integral S5D95
- DWA LVT/S
- Bombardier Itino
- HSB 187 016 bis 019

### Österreich
Wie viele Bahngesellschaften versuchten auch die Österreichischen Bundesbahnen ab den 1920er Jahren den Betrieb durch Motortriebwagen zu rationalisieren, jedoch kamen erst Mitte der 1930er Jahre die ersten brauchbaren Dieseltriebwagen auf den Markt. Versuche mit mechanischer Kraftübertragung, Benzinmotoren und Leichtbau schlugen größtenteils fehl. Erst als die (stabilen) Grundsätze des Schienenfahrzeugbaues in Verbindung mit einem hinreichend robusten Dieselmotor zur Anwendung kamen, setzten sich Motortriebwagen auch in Österreich durch.
- BBÖ VT 10, erster Verbrennungsmotortriebwagen der BBÖ, Nachbau des AEG-Benzoltriebwagens
- BBÖ VT 11, benzin-mechanischer Triebwagen von Warchalowski, 5029.01 befindet sich heute desolat im Besitz des Technischen Museums Wien.
- BBÖ VT 12, vierachsige Variante des VT 11
- BBÖ VT 61, VT 62 und VT 63: Austro-Daimler Benzintriebwagen, die ersten mit hydraulischer Kraftübertragung
- BBÖ VT 41, 1933 der erste brauchbare diesel-elektrische Triebwagen in Österreich
- BBÖ VT 42, dieselelektrischer Schnelltriebwagen von 1934
- BBÖ VT 44, erster dieselhydraulischer Schnelltriebwagen der BBÖ 1939
- BBÖ VT 70, dieselelektrischer Gepäcktriebwagen, als Lokomotive eingesetzt
- ÖBB 5045/5145, „Blauer Blitz“
- ÖBB 5046, Nebenbahnversion des „Blauen Blitzes“
- ÖBB 5047, dieselhydraulischer Nebenbahntriebwagen
- ÖBB 5081, „Uerdinger“ Schienenbus
- ÖBB 5099, meterspuriger dieselhydraulischer Zahnradtriebwagen, System Abt
- Stadler GTW, dieselelektrische Version bei Steiermärkische Landesbahnen und Graz-Köflacher Bahn
- Knotz Schmalspurtriebwagen, 760-mm-Spur, 28 dieselelektrische Vierachser (dazu wenige Beiwagen) bei vier verschiedenen Bahnen, gebaut 1981–1999

### Schweiz
Da in der Schweiz das Eisenbahnnetz schneller und vollständiger elektrifiziert wurde als in allen anderen Ländern der Welt, blieben dort Schienenfahrzeuge mit Verbrennungsmotor im Personen- und Güterverkehr eine Randerscheinung. Entsprechend niedrig sind die Stückzahlen von Schweizer Verbrennungstriebwagen.

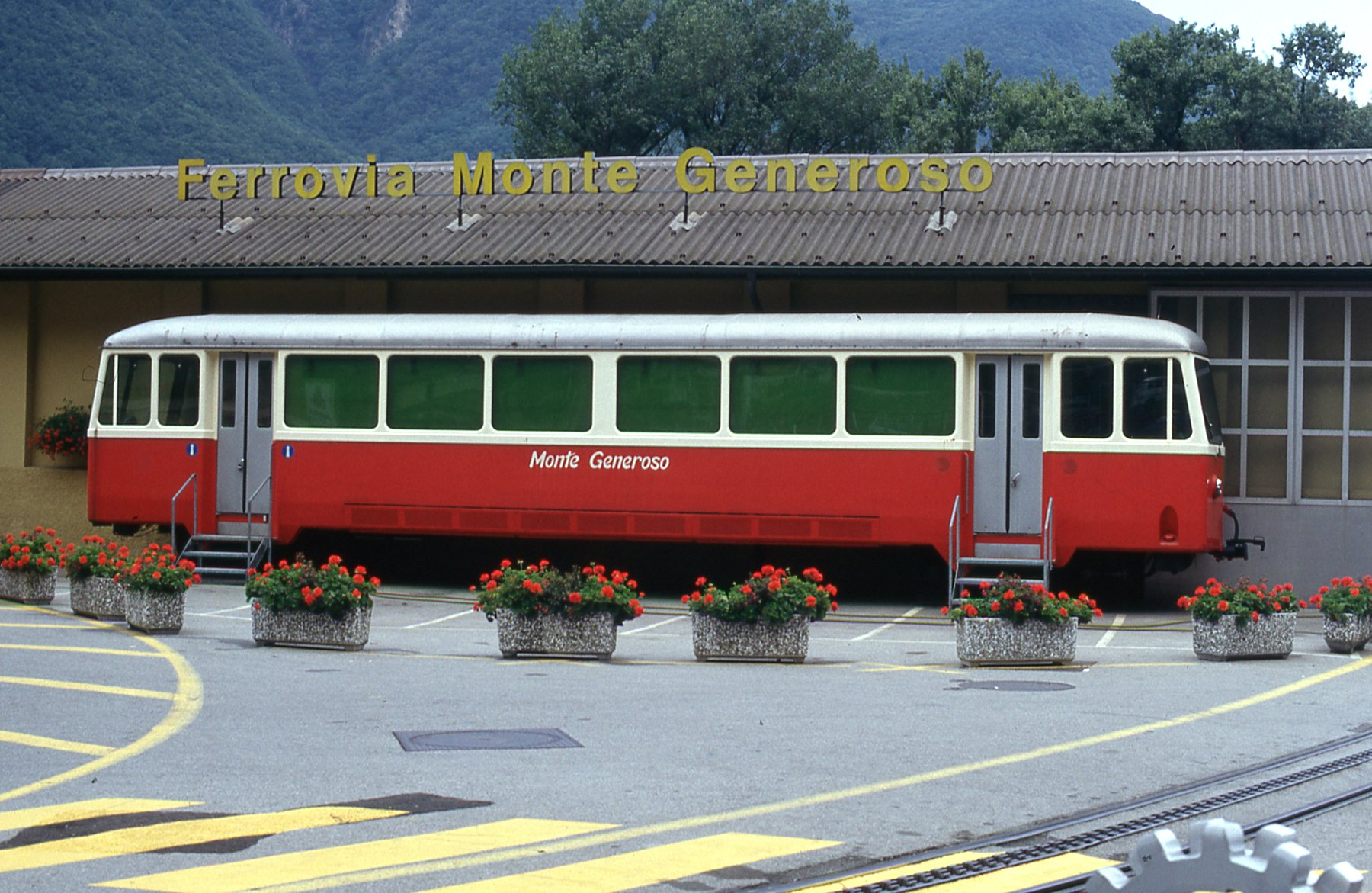
Zahnradtriebwagen MG Bhm 2/4 der Ferrovia Monte Generoso von 1957

- SBB-Triebwagen: 4 Einzelstücke 1902 und 1930/32, zwei Typen in 2 Exemplaren, 1925 und 1935 (Roter Pfeil)
- RVT BCm 2/5 8–9: gebaut 1914, Einsatz bei der RVT 1923–1965, welterste diesel-elektrische Triebwagen
- Rheinecker Verbindungsbahn: CFm 1/2 1, benzin-mechanisch, Einzelstück 1909
- Furka-Oberalp-Bahn: FO BCm 2/2, zwei 1927/28, benzin-mechanisch, Adhäsion/Zahnrad
- Bodensee-Toggenburg-Bahn: BCFm 2/4 31–32, zwei 1926/27, benzin-mechanisch
- Appenzeller Bahnen (Meterspurnetz): 1929 zwei dieselelektrische
- Mittelthurgaubahn: 1941/42 und 1951/54 insgesamt fünf diesel-mechanische
- Monte-Generoso-Bahn (MG): 1957 zwei dieselmechanische und 1968 zwei diesel-hydrodynamische Zahnradtriebwagen
- SBB RAm TEE / NS DE IV: (1957, TEE-Triebzüge)

### Algerien
- ZZN 200, 33 Dieseltriebzüge von FIAT gebaut 1972
- ZZ 2200, 17 Dieseltriebzüge, RENFE 598 ohne Neigetech, gebaut 2008

### Argentinien

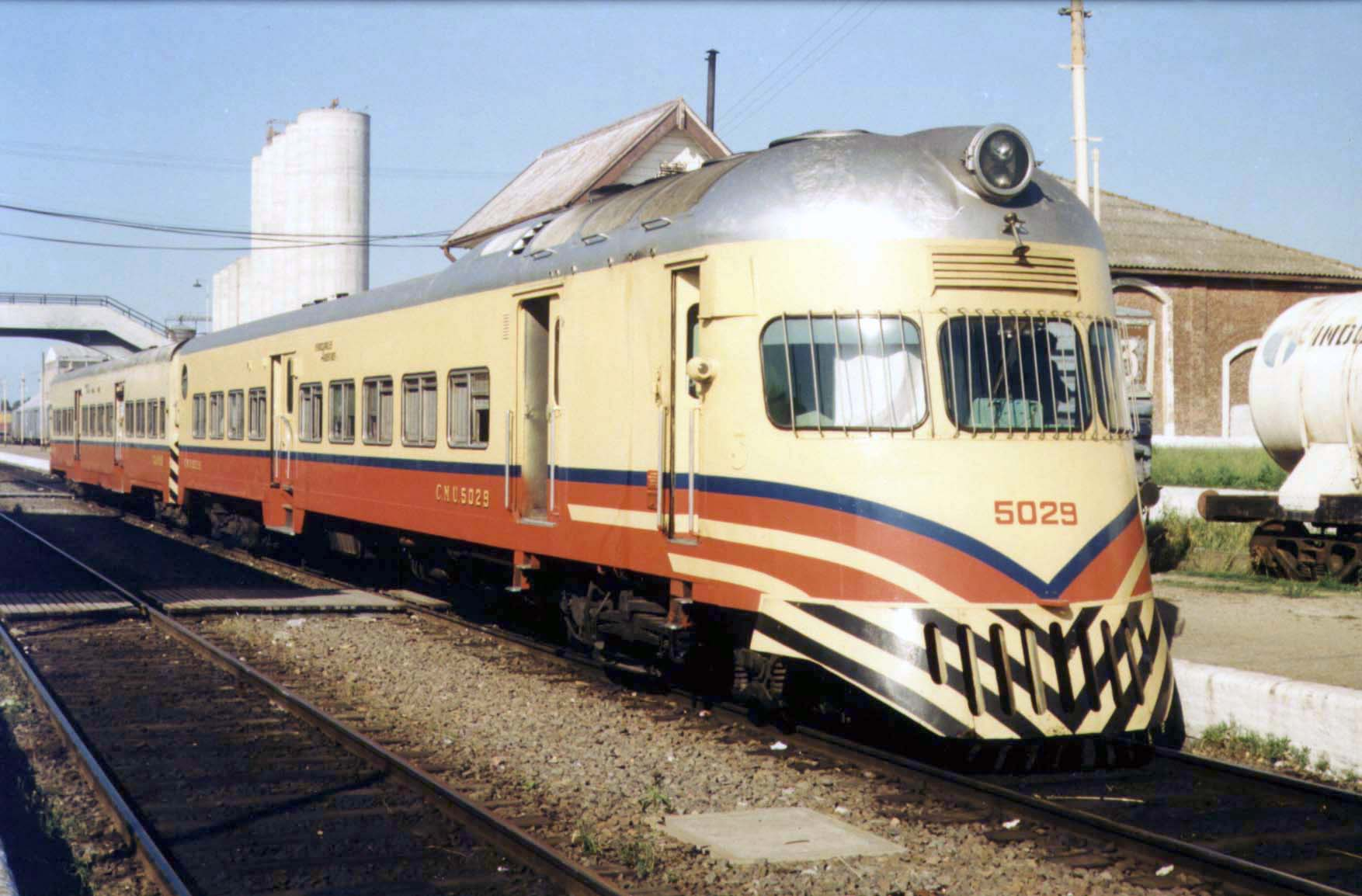
Materfer FIAT 7131, Argentinien 1950 ff.

- Materfer FIAT 7131, 171 Trieb- und 168 Beiwagen, von Fiat entwickelt, 90 importiert, der Rest von Materfer, 1950 ff.
- Materfer Coche Motor Ligero (CML, auch Coche Motor Liviano), 1 + 8 dieselmechanische Nebenstreckentriebwagen, 1985 ff.[13][14]
- MAN/Ferrostaal-Triebwagen der FCGB (Ferrocarril en la Provincia de Chaco), 10 ehem. spanische aufgearbeitet 1997 ff.

### Australien

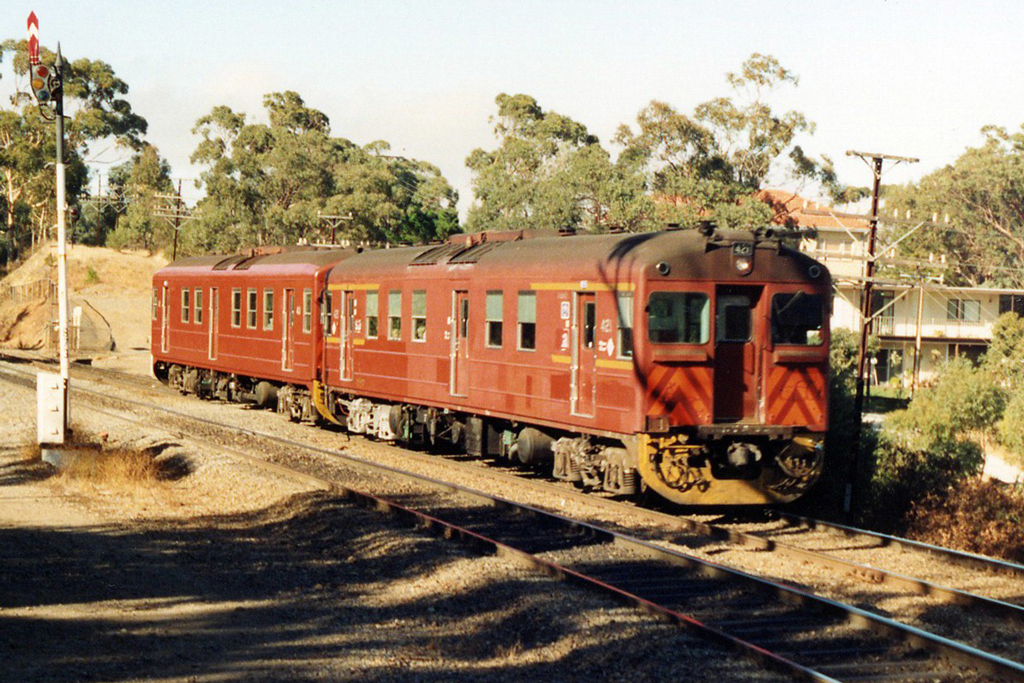
„Redhen“, Kl. 300 u. 400 der South Australian Railways

- McKeen-Triebwagen, 7 Benzin-Vierachser, zwei von Victorian Railways und fünf von Queensland Rail importiert 1912–1913
- CPH-Triebwagen, 37 Benzin-Vierachser mit Holzkarosserie, New South Wales Government Railways (NSWGR), 1923 ff.
- SAT Brill, Schmalspur-Benzintriebwagen der South Australian Railways (SAR), 1924–1930
- Creamy Kate, 38 Benzin-Vierachser mit Anhänger, NSWGR, 1934
- NSWGR 400 & 500 Class, vierachsige Dieseltriebwagen und Anhänger, 1938
- NSWGR 600 & 700 Class, Dieseltriebzüge, 1949–1950
- SAR 7 & 11, „Bluebird“, 350 Diesel-Vierachser, 1954–1959
- SAR 300 & 400 „Redhen“, 111 Diesel-Vierachser, 1955–1971
- NSWGR 660 & 760 Class, Doppeltriebwagen, 1973–1975
- Adelaide 2000 Class (große Version 2100 Class) der stadteigenen Adelaide Metro-S-Bahn, 1979/1980
- Adelaide 3000 Class, 1978–1996
- CountryLink Xplorer der NSW TrainLink-Gesellschaft, Zwei-, Drei- und Vierwagenzüge, 1993
- CityRail Endeavour der NSW TrainLink, 1994–1996
- CityRail Hunter der NSW TrainLink, Doppeltriebwagen, seit 2006

### Belgien
- SNCB 551, gebaut 1939
- SNCB 552, gebaut 1939
- SNCB 553, ab 1971 SNCB 49, gebaut 1942
- SNCB 554, ab 1971 SNCB 46, gebaut 1952[15]
- SNCB 42-43-44-45, gebaut 1954/1955
- SNCB 40, gebaut 1957–1961
- SNCB AR 41, gebaut 1999–2004

### Bolivien

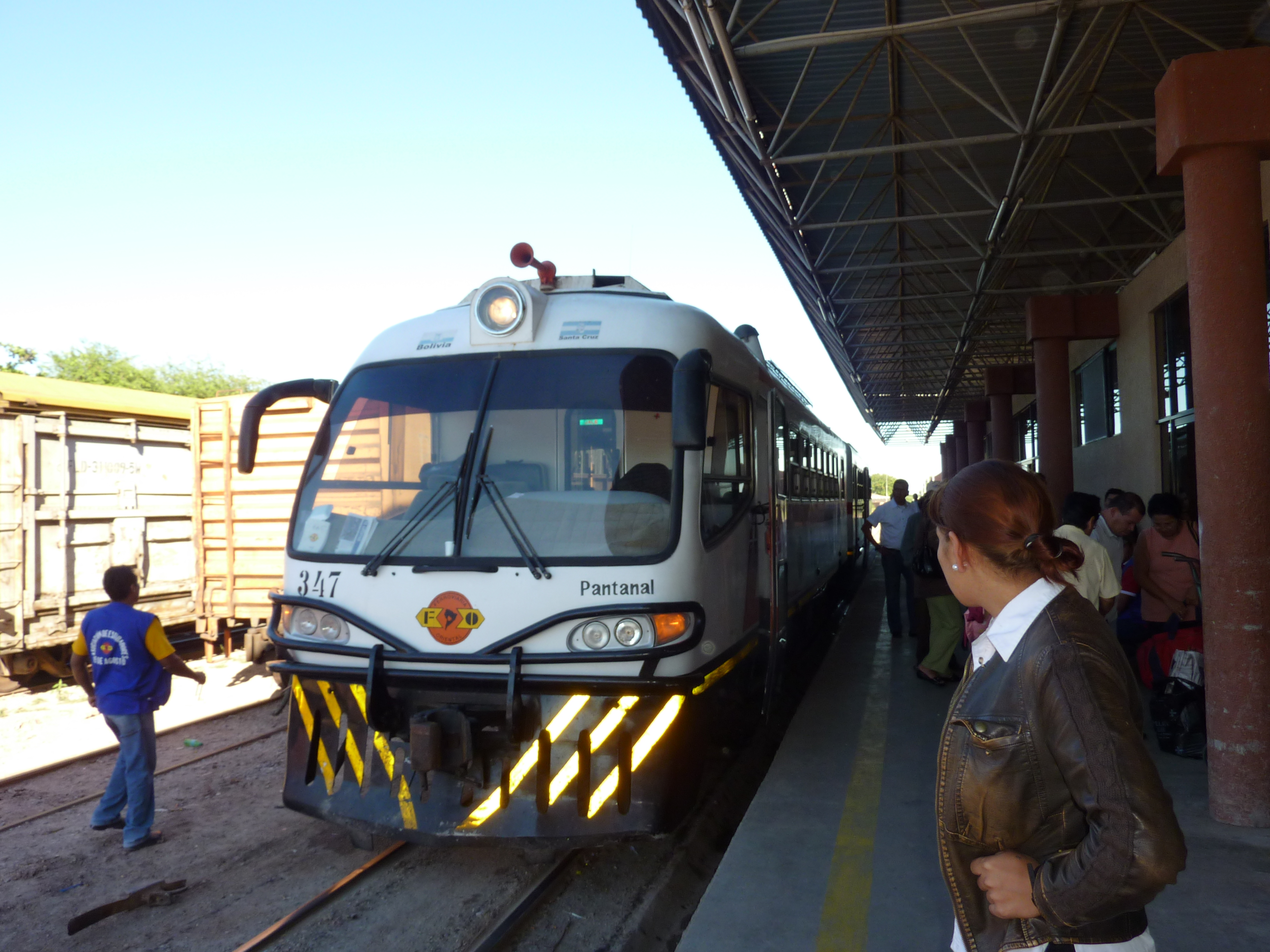
Bolivien: 2010 zum Luxuszug umgebauter MAN-Schienenbus von 1977/78

- MAN-Schienenbusse, 14 Trieb- und 14 Beiwagen, 1967 bzw. 1977/78 an die damalige ENFE geliefert
- zweite Generation bolivianischer Schienenbusse 2004
- „dritte Generation“, Luxusversion, Umbauwagen aus einem alten MAN-Gespann[16]

### Brasilien
- Budd Rail Diesel Car, 29 bei der RFFSA, gebaut 1949–1962

### Bulgarien
- BDŽ 18, 30 MAVÁG-Triebzüge, 1967, ausgemustert
- BDŽ 10, 25 Siemens Desiro Classic, 2005

### China

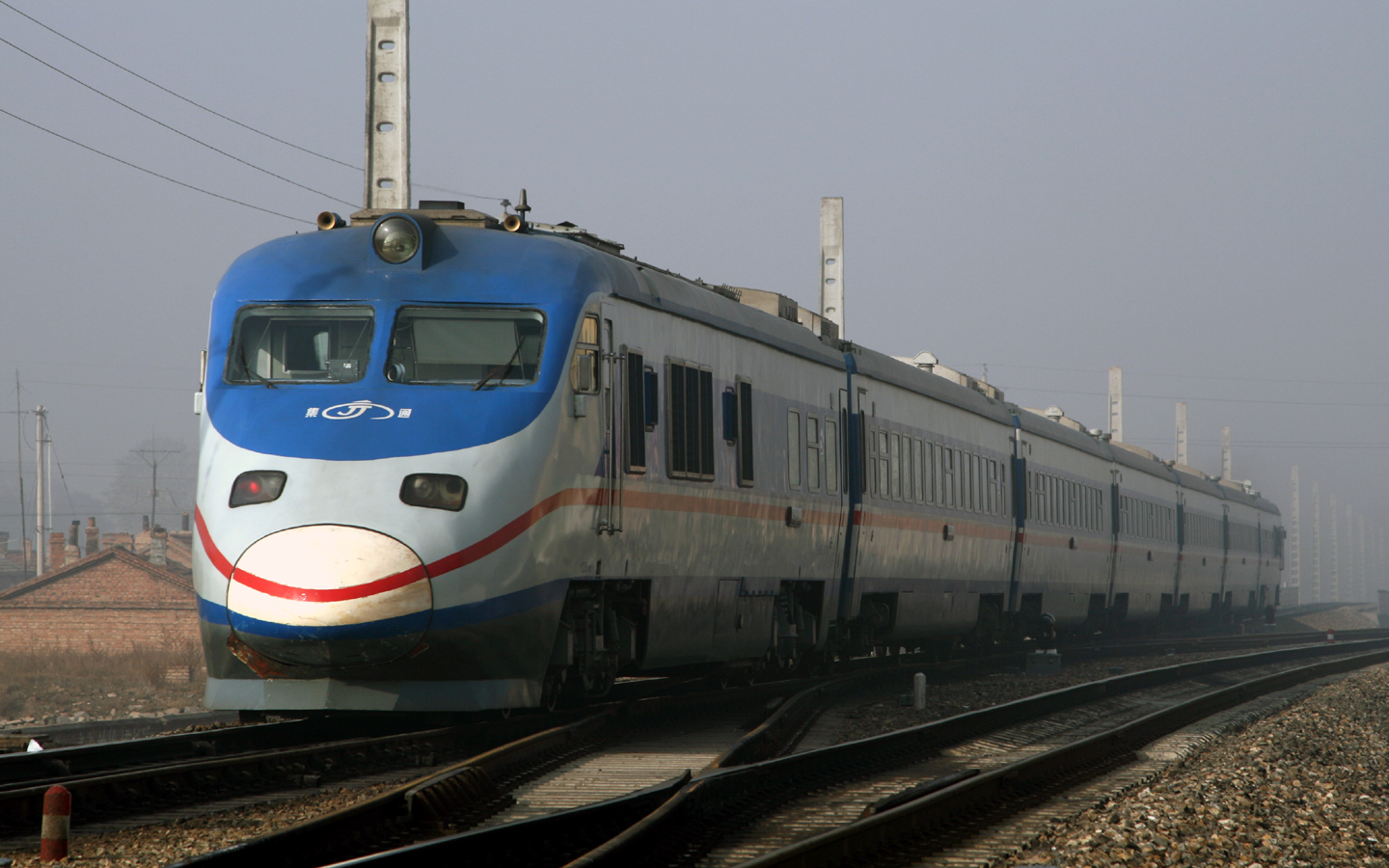
Chinesischer Triebwagenzug NYJ1

- Dongfeng (东风), Triebzug, kleines Zugrestaurant im Motorwagen, Anzahl ?, gebaut 1958 von CSR Sifang in Qingdao[17]
- NC2, 8 dieselmechanische Vierfach-Triebzüge von MAVÁG, gebaut 1962
- NYJ1, 11 Triebzüge, Triebwagen an beiden Enden, vier Mittelwagen, Sifang 1998–2001

### Dänemark

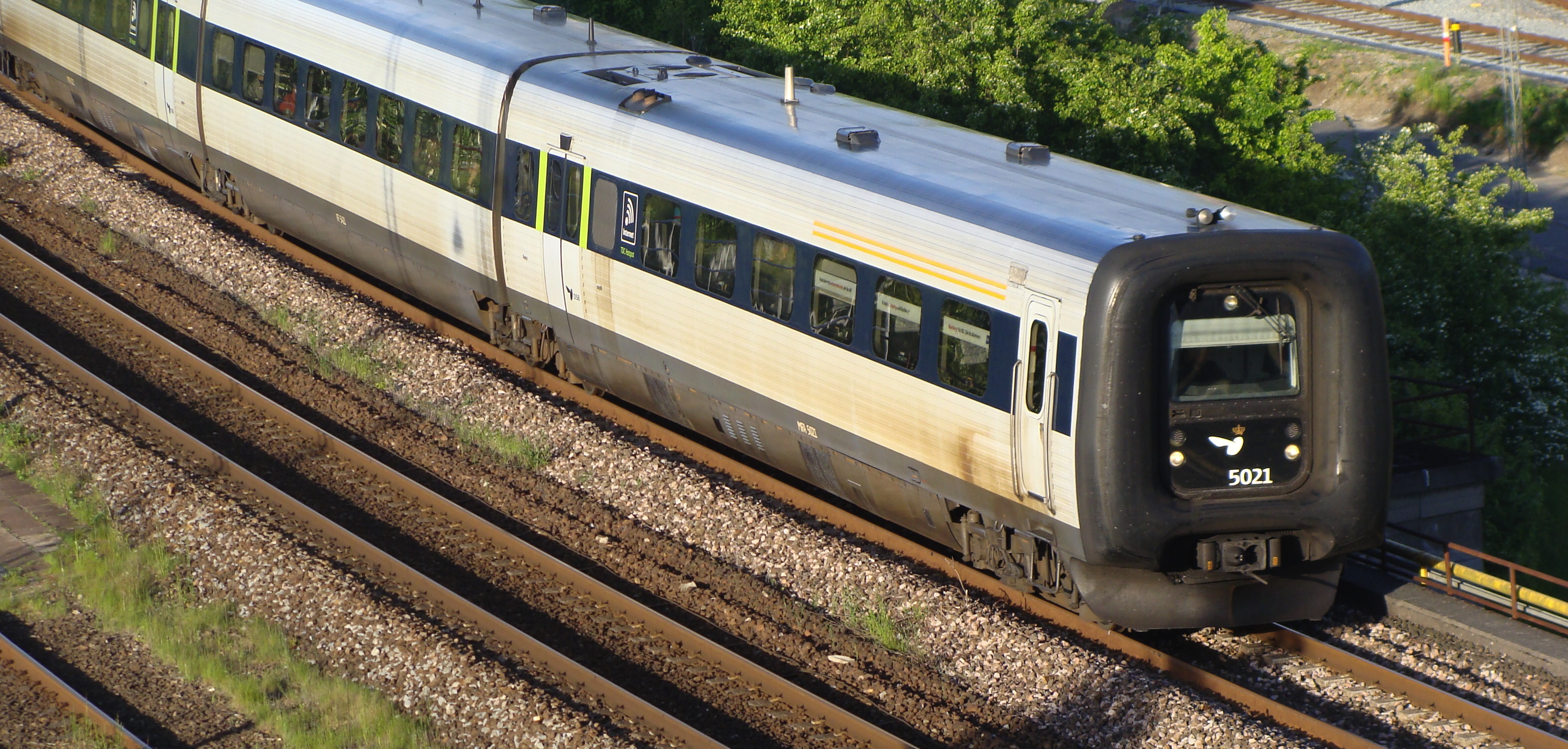
Dänischer Gliedertriebzug MF („IC3“)

- Y-tog, Vierachser: 76 Triebwagen, 23 Mittelwagen und 61 Steuerwagen, Wagonfabrik Uerdingen 1965–1984
- DSB MF, bekannter als „IC3“, Drei-Segment-Züge, Achsen (1A)+(A1)+(1A)+(A1), von ABB Scandia 92 für die DSB 1989–1998, weitere für Schweden und Israel

### Finnland
- VR Dm3 / Dm4, 24 Vierachser, 1952–1954
- VR-Baureihe Dm6 und Dm7, 212 Vierachser, Lizenznachbau der schwedischen SJ Y6 – Y8, 1954–1963
- VR-Baureihe Dm8 und Dm9, 12 mehrteilige Triebzüge, 1964–1966
- VR Dm12, 16 Einzeltriebwagen von Škoda Vagonka, 2004–2006

### Frankreich

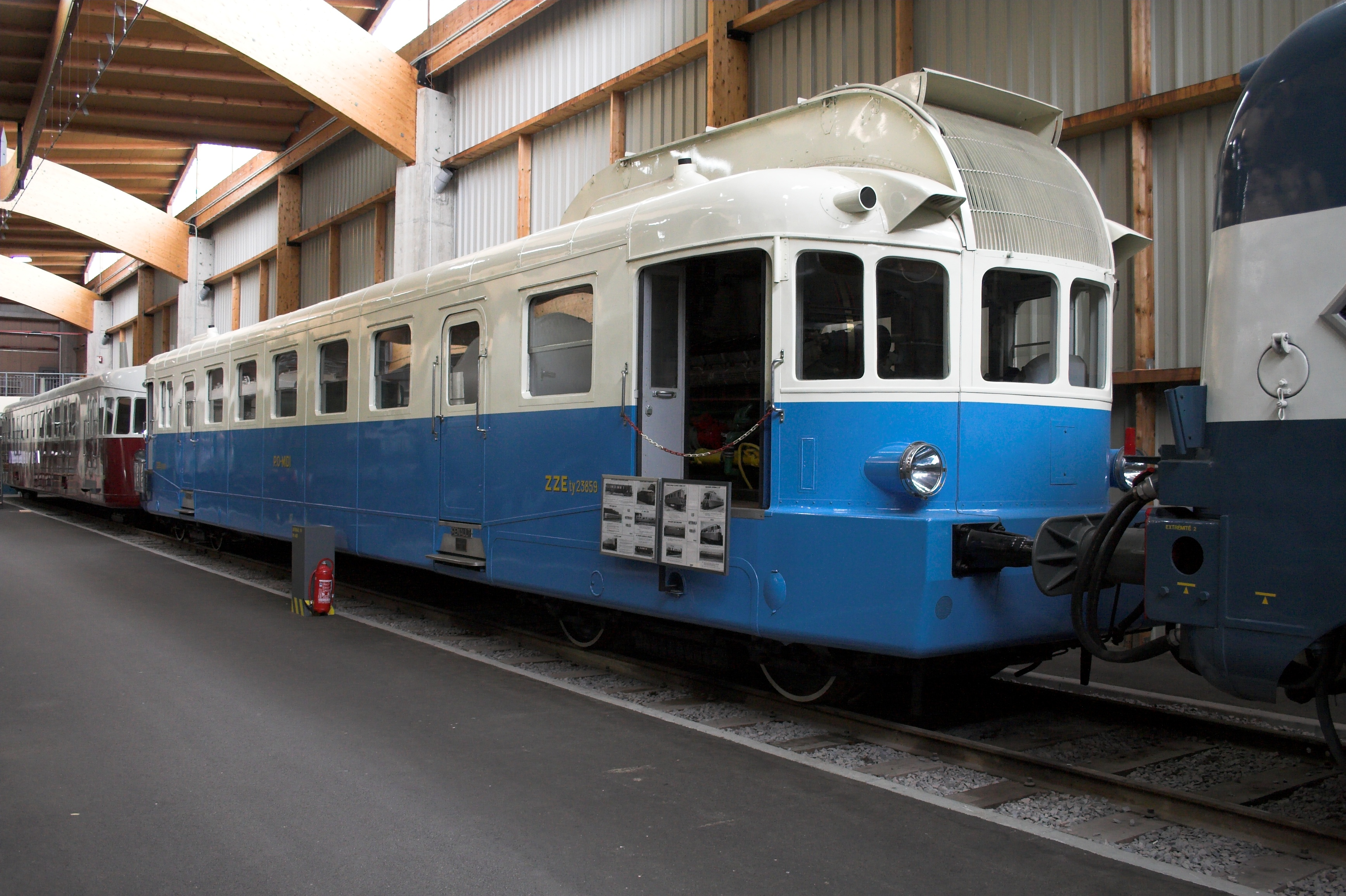
Renault VH

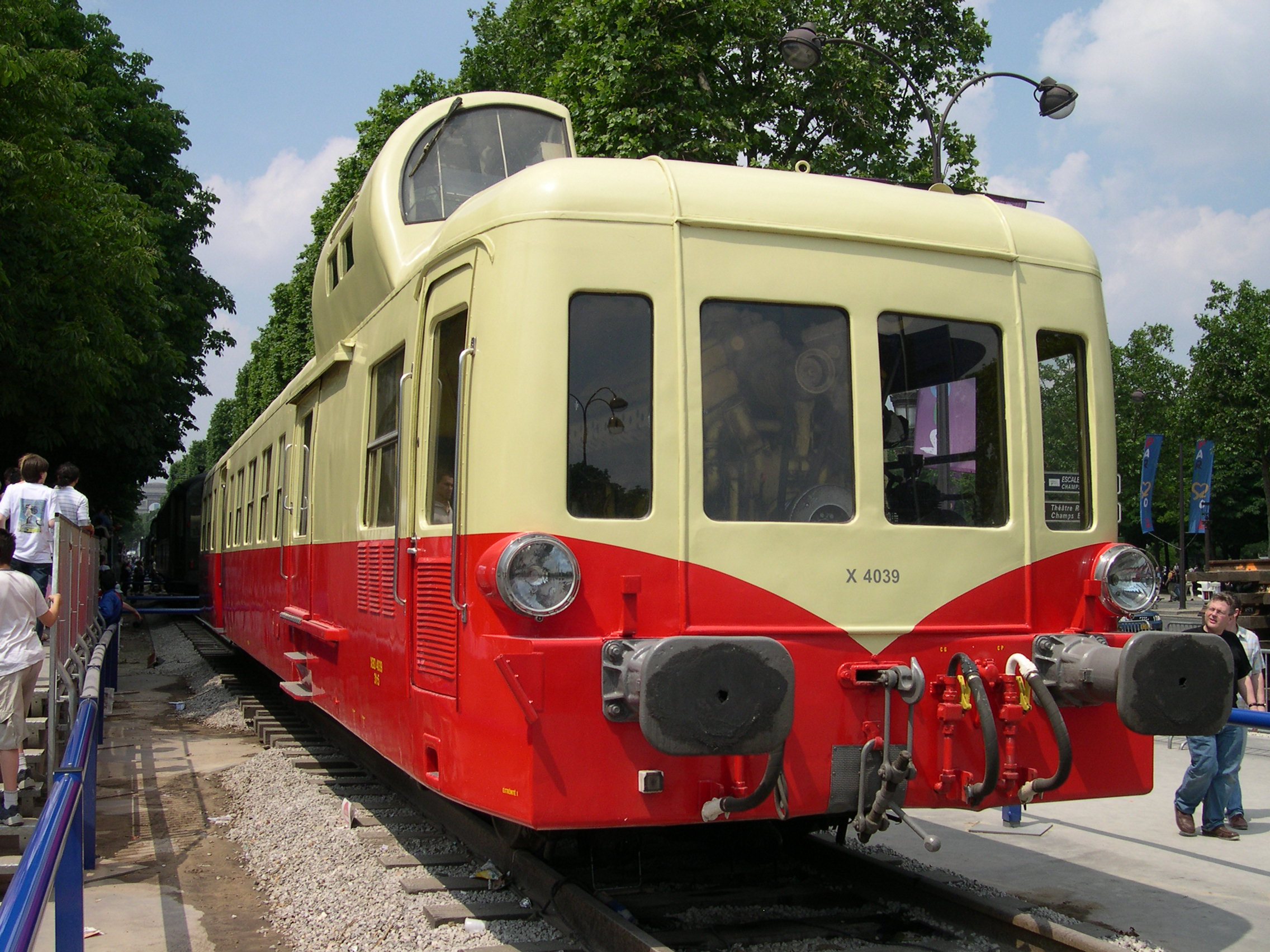
„Picasso“-Turmtriebwagen X 3800

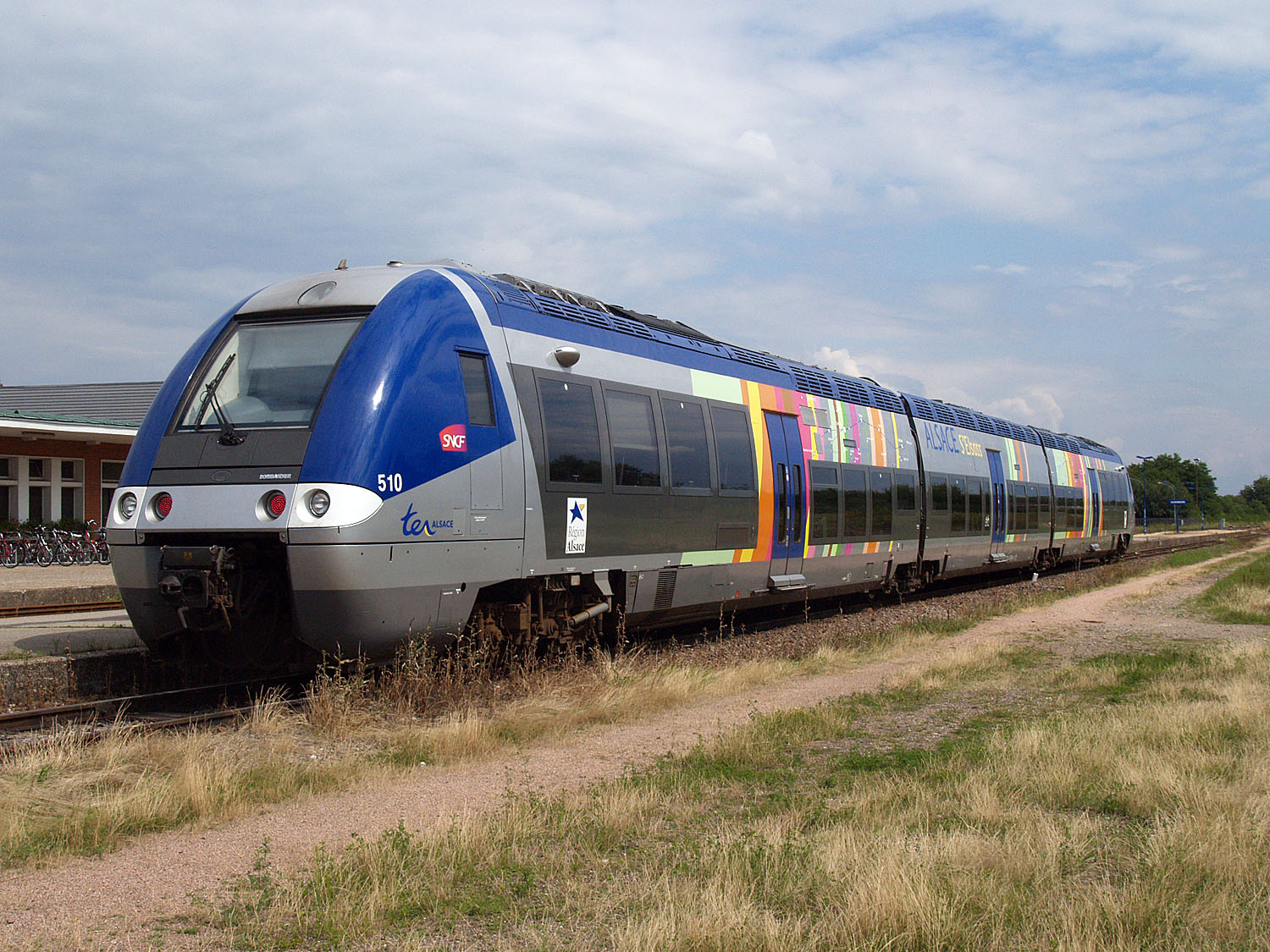
X 76500 beim TER Alsace

- SNCF XM 6000, Micheline, 88 Schienenfahrzeuge mit Luftreifen, gebaut 1933
- SNCF XB 1000, Autorail Bugatti (Bugatti-Triebwagen), 88 hydromechanische Benzintriebwagen, gebaut 1933–1937
- SNCF X 1 u. X 2, Renault VH, 115 Dieseltriebwagen, gebaut 1933–1934
- SNCF XF 1000 und XF 1100 „TAR“, 11 Schnelltriebzüge, 1934–1939
- SNCF X 52000, 9 „Nez de Cochon“ („Schweinerüssel“), gebaut 1938 (Foto[18])
- SNCF X 52100, 10 „Nez de Cochon“ („Schweinerüssel“), gebaut 1945
- SNCF X 2700, 10 Triebwagen „RGP2“ mit Steuerwagen, gebaut 1954/1955
- SNCF X 2720, 18 Triebwagen „RGP1“ mit Steuerwagen, gebaut 1955/1956
- SNCF X 2770, 10 Triebwagen „RGP1“ mit Steuerwagen, gebaut 1955/1956
- SNCF X 5700, 10 „Autorail Floirat“
- SNCF X 5600, 62 „FNC“, gebaut 1947–1953
- SNCF X 3600, 35 gebaut 1948/1949
- SNCF X 5500, 51 „Mobyletten“, gebaut 1948–1952
- SNCF X 3700, 30 gebaut 1949/1950
- SNCF X 5800, 55 „Mobyletten“, gebaut 1953/1954
- SNCF X 3800, 251 „Picasso“-Turmtriebwagen, gebaut 1950–1960
- SNCF X 4300, 151 Doppeltriebwagen, gebaut 1963–1970
- SNCF X 4500, 126 Doppeltriebwagen, gebaut 1963–1970
- SNCF X 4200, 10 Panoramatriebwagen, 1959
- SNCF X 4630, 115 Doppeltriebwagen, gebaut 1971–1977
- SNCF X 4900, 26 Dreifachtriebwagen, gebaut 1975–1977
- SNCF X 4750, 47 Doppeltriebwagen, gebaut 1977–1981
- SNCF X 94750, 8 Posttriebwagen, gebaut 1978/1979
- Autorail à grande capacité (AGC), drei- bis vierteilige Niederflur-Triebwagenzüge, eingesetzt seit 2004, davon neben rein elektrischen Zweisystemzügen (Serie Z 27500) auch
  - SNCF X 76500 mit Dieselantrieb, 163 Züge
  - SNCF B 81500 mit Diesel- und Gleichstromantrieb (bimodal)
  - SNCF B 82500 mit Diesel-, Gleich- und Wechselstromantrieb
- Alstom Coradia Polyvalent oder Régiolis, Zweikrafttriebzüge, gebaut ab 2011

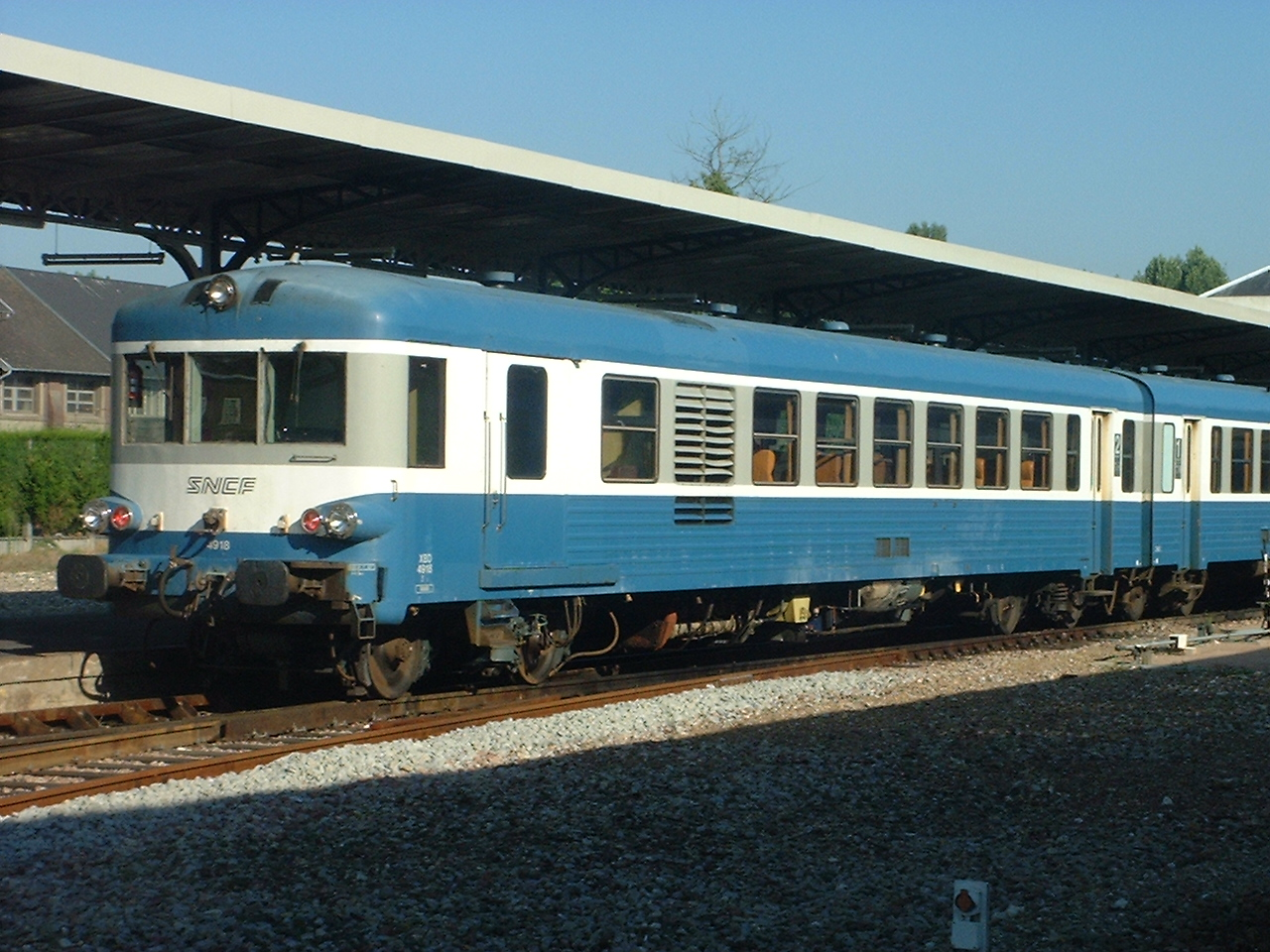
X 4900, original
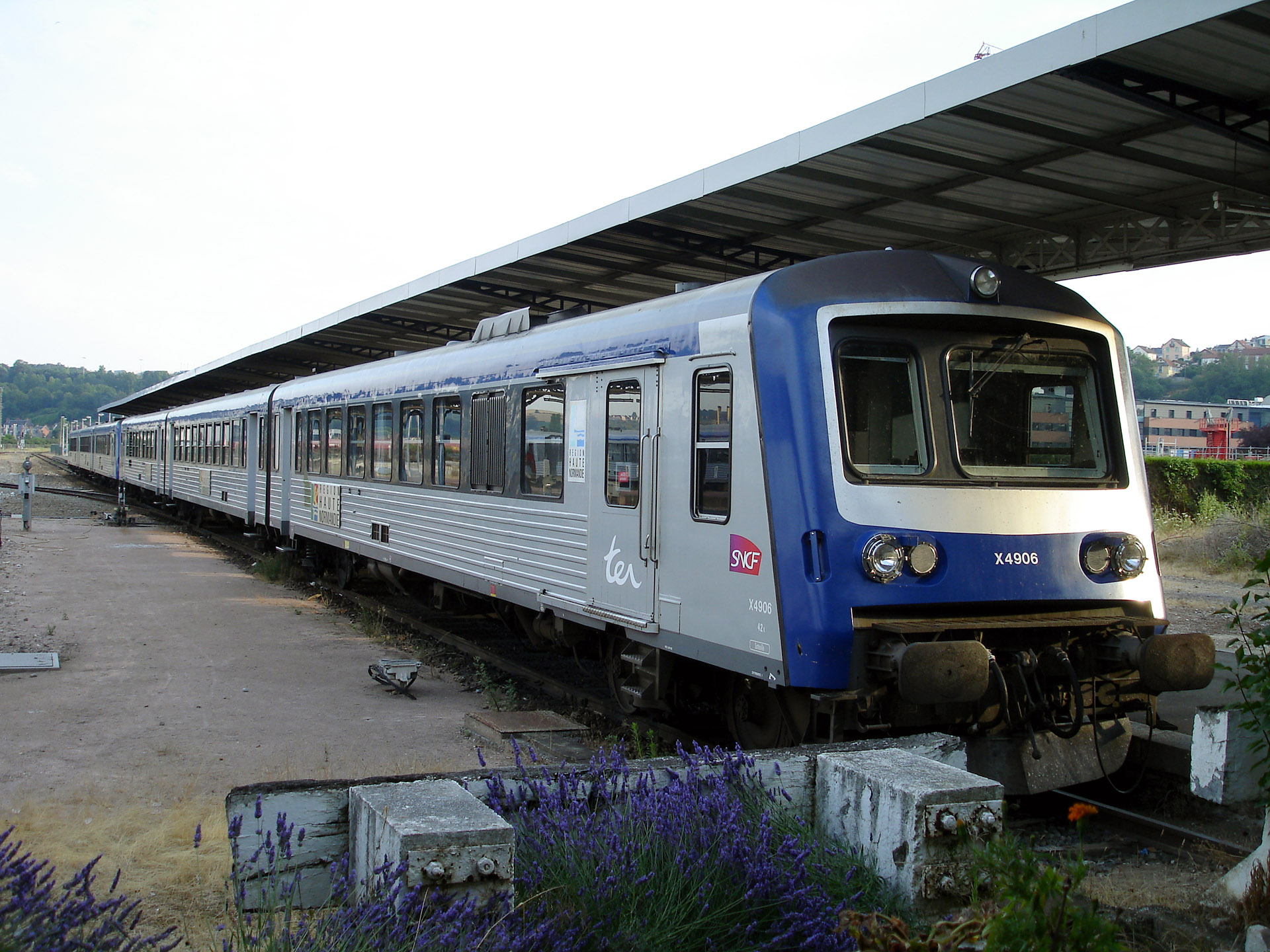
X 4900, modernisiert
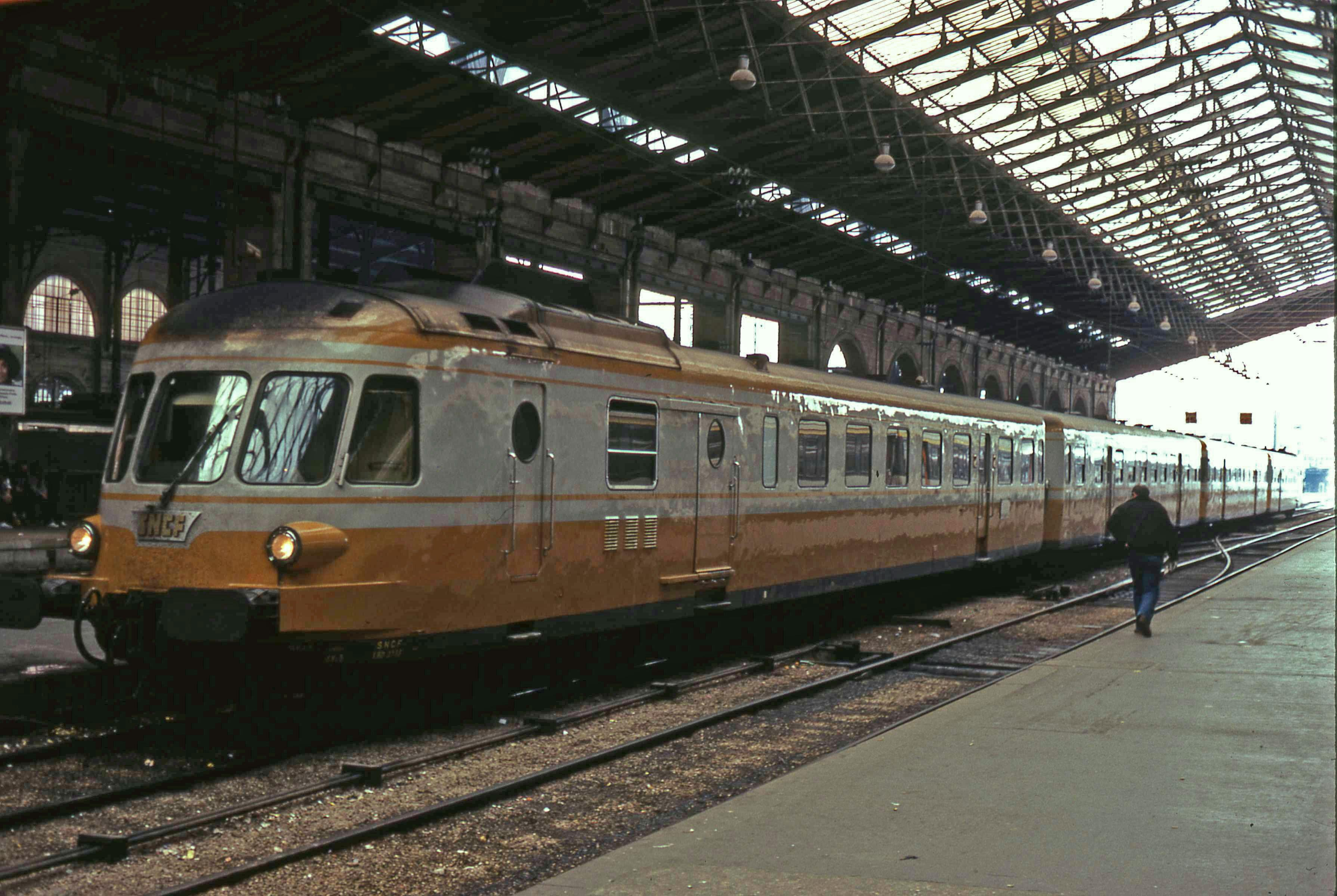
X 2720 im Pariser Bahnhof Gare du Nord, 1980

### Griechenland
Das Reihenbezeichnungssystem ist uneinheitlich, die Meterspureinheiten erhielten keine UIC-EDV-Nummern mehr. Die Verbrennungstriebwagen wurden in folgende Reihen eingeordnet:

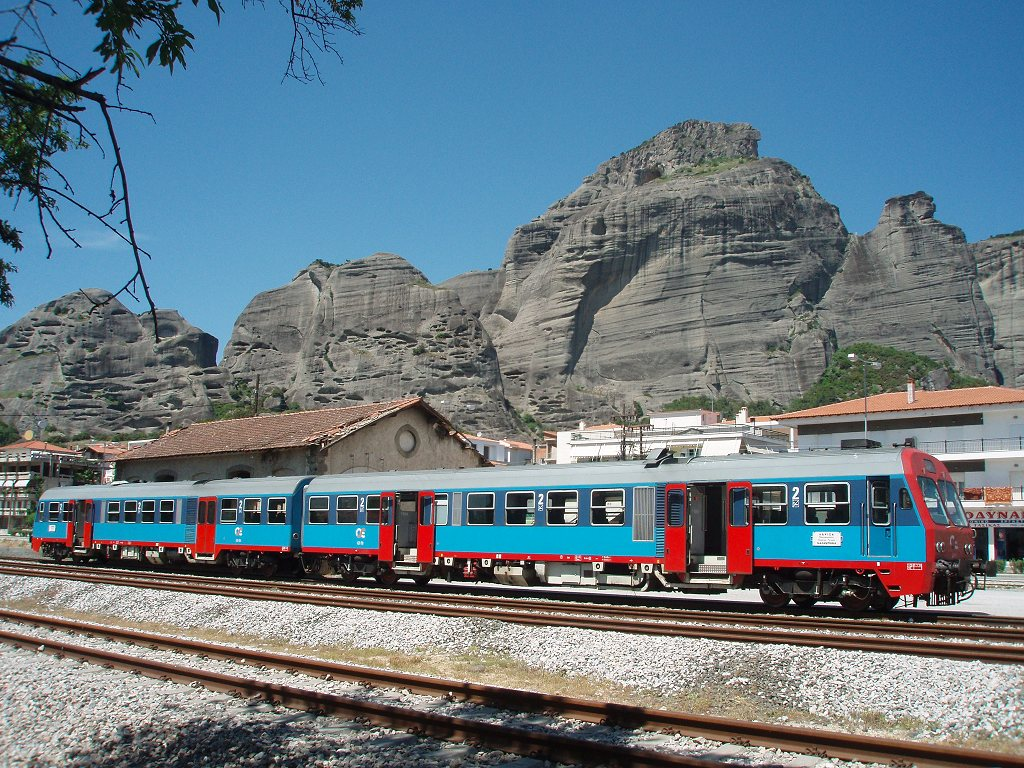
Baureihe 620 der griechischen OSE

- AA.71, 20 Vierachser, dazu auch Beiwagen, von Ferrostaal 1962 gebaut[19]
- 520, 20 vier- bis fünfteilige Triebzüge, gemeinsam von AEG und LEW gebaut 1989/1995[20]
- 620, 12 Doppeltriebwagen von MAN/Hellenic Shipyards, 1990
- 6501, 10 Dreiwagentriebzüge für Meterspur von MAN/Hellenic Shipyards, 1991
- 6521, 10 Doppeltriebwagen für Meterspur von MAN/Hellenic Shipyards, 1991
- 560, 17 Niederflur-Doppeltriebwagen von Stadler/Bombardier/Hellenic Shipyards, 2003
- 4521, 10 Niederflur-Doppeltriebwagen (ähnlich Reihe 560) für Meterspur von MAN/Hellenic Shipyards, nach 2000
- 621, 15 Niederflur-Doppeltriebwagen von MAN, aus 620 entwickelt, 2006

Nur zeitweise waren Siemens Desiro Classic als Reihe 660 im Bestand.

### Großbritannien
Triebwagen der Baureihen

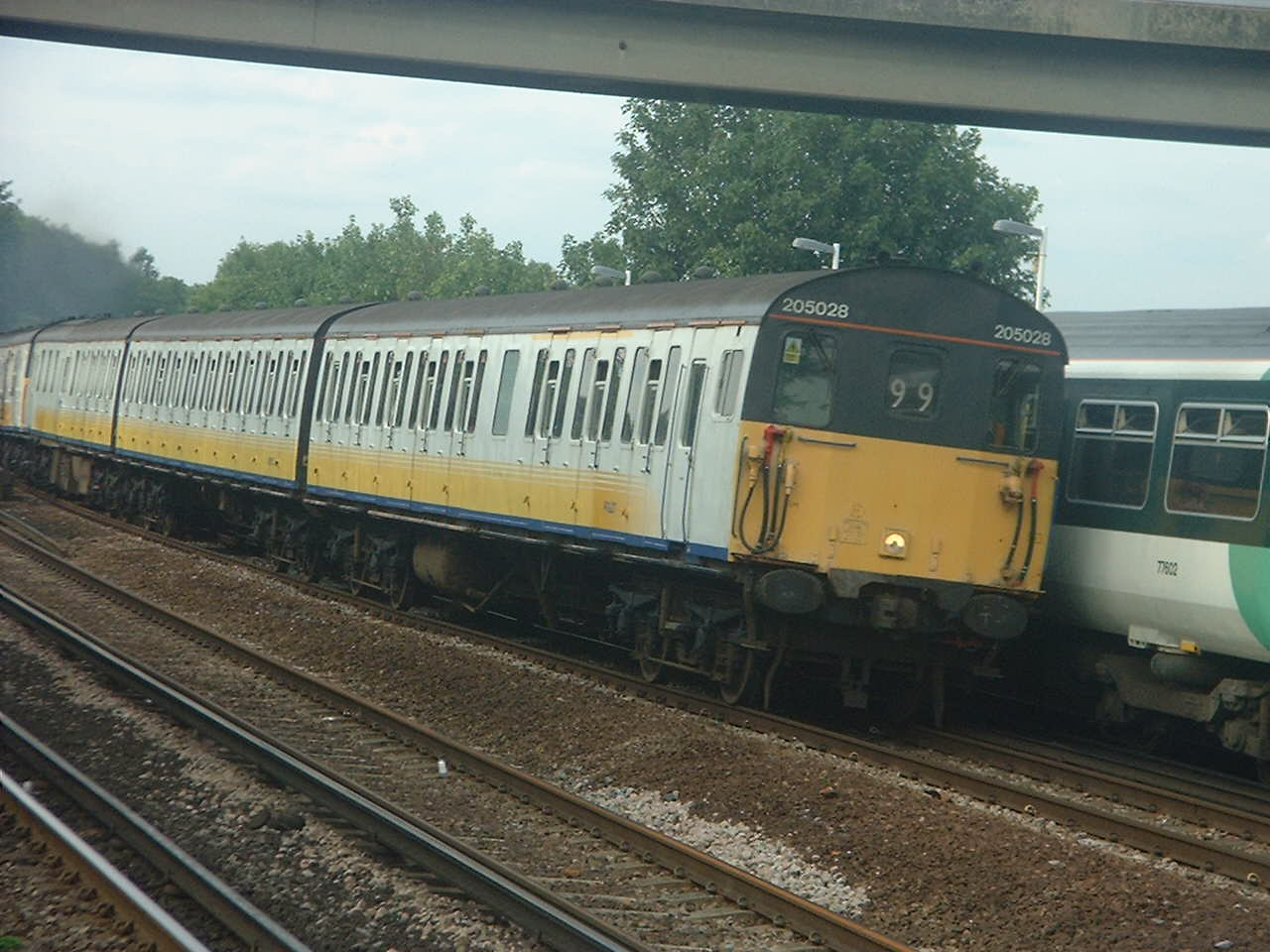
Dieselelektrischer Abteilwagen-Triebzug British Rail Class 205, Bj. 1957–1962

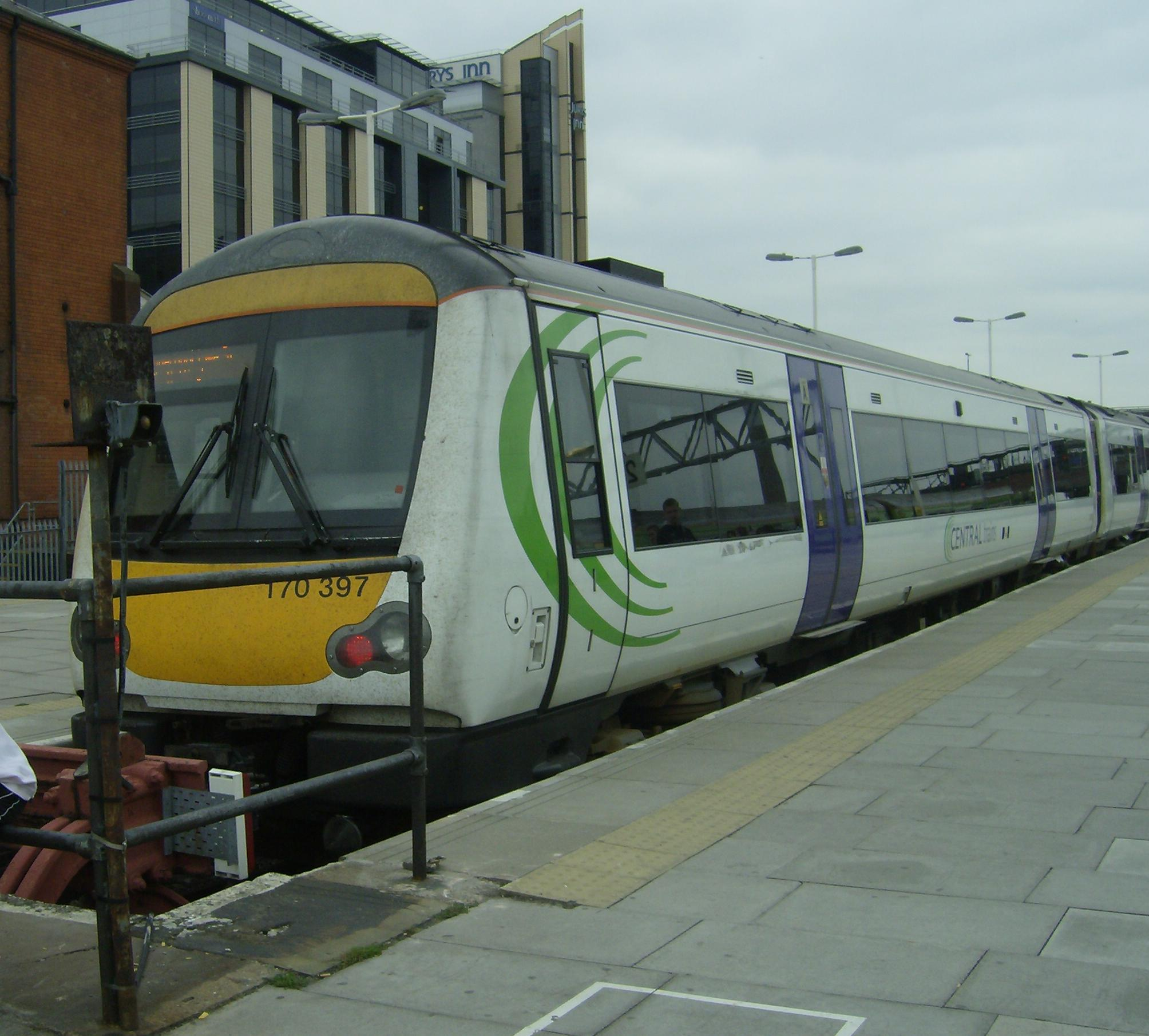
Dieselhydraulischer Turbostar der Baureihe 170 in Großbritannien

- Derby Lightweight: Ein-, Zwei- und Vierwagenzüge, BR-Eigenbau 1954/1955, Derby Works
- 101: Doppeltriebwagen, 1955–?, von Metro Cammell
- 205: 34 dieselelektrische Züge aus zwei bis drei Abteilwagen, BR Eigenbau 1957–1962, Eastleigh Works
- 207: 19 Züge, BR Eigenbau 1962 ff., Eastleigh Works
- 150: „Sprinter“, 137 Züge, Gummibälge an den Enden, 1984–1987 von BREL
- 156: „Super Sprinter“, 114 Doppeltriebwagen, dieselmechanisch, große Gummibälge, 1987–1989, Metro Cammell
- 165, 166: Networker
- 168, 170, 171, 172: Turbostar, 122 Züge, dieselmechanisch, gebaut 1998–2005 von ADtranz/Bombardier
- 220: „Voyager“, dieselelektrische Hochgeschwindigkeitszüge, zwei Antriebsachsen pro Wagen, 2001 von Bombardier
- 800, 802, 805, 810: A-Train, Zweikrafttriebzüge für den Intercityverkehr

### Indonesien
- KRD MCDW 300 Einzeltriebwagen, Diesel mechanisch, 1963–1980, Glossing und Schöler GmbH und Ferrostaal
- KRD MCW 301 Einzeltriebwagen, Diesel mechanisch, 1976-jetzt, Nippon Sharyo und INKA
- KRD MCW 302 Einzeltriebwagen, (klasse K2-K3), Diesel mechanisch (Repowering zu Dieselhydraulik von 1995–1999), 1976-jetzt, Nippon Sharyo und INKA

### Iran
- BR Class 141, 9 Doppeltriebwagen, Bj. 1984, gekauft 2000
- Franz. RTG, Fünfwagen-Turbozüge, Bj. 1976, 5 + 5 gekauft 1976 bzw. 2005
- DH4, 20 Vierwagenzüge neu von Siemens Österreich, 2004

### Irland
Nordirland:
- NIR 80, 22 Trieb- und mehrere Beiwagen, seit 1974, von BREL

Republik Irland:
- CIÉ 2600, 66 Triebwagen, 1952–1957, von AEC
- IE 2700 und 2750, 24 Doppel- und zwei Einfach-triebwagen, seit 1998
- IE 2800, 10 Doppeltriebwagen, seit 2000, von Tōkyū
- IE 29000, 29 Vierwagentriebzüge, seit 2002, von CAF (Spanien)
- IE 22000, 63 Intercityzüge von drei bzw. sechs Wagen, Auslieferung hat begonnen, Hyundai + Tōkyū

### Israel
- MF/IC3 aus Dänemark, 10 dreiteilige Triebzüge, gebaut 1992–1996

### Italien
- FS ALb 25, Ottomotor, 7560 mm lang, 25 Sitzplätze, 2 Triebwagen und 2 Anhänger, 1931–1934
- FS ALb 48, Ottomotor, die 3 ersten vierachsigen FIAT-Triebwagen, 1932
- FS ALn 56, 110 Dieseltriebwagen, nur Einzelsteuerung, gebaut von FIAT und Breda 1933–1938
- FS ALn 556, Dieseltriebwagen für Mehrfachsteuerung, gebaut von FIAT und Breda 1936–1939
- FS ALn 772 „Littorina“, (1A)' (A1)', 327 Dieseltriebwagen gebaut 1940–1957 von FIAT und Breda
- FS ALn 990, B'2', 63 gebaut 1950–1953 von FIAT u. a.
- FS ALn 668.1900, 42 kombinierbare Triebwagen, (1A)' (A1)', gebaut 1975/1976 von FIAT u. a.
- Stadler GTW, dieselelektrische Version u. a. 12 bei der Vinschgaubahn
- Hitachi Blues, Zweikrafttriebzüge mit Akku

### Japan

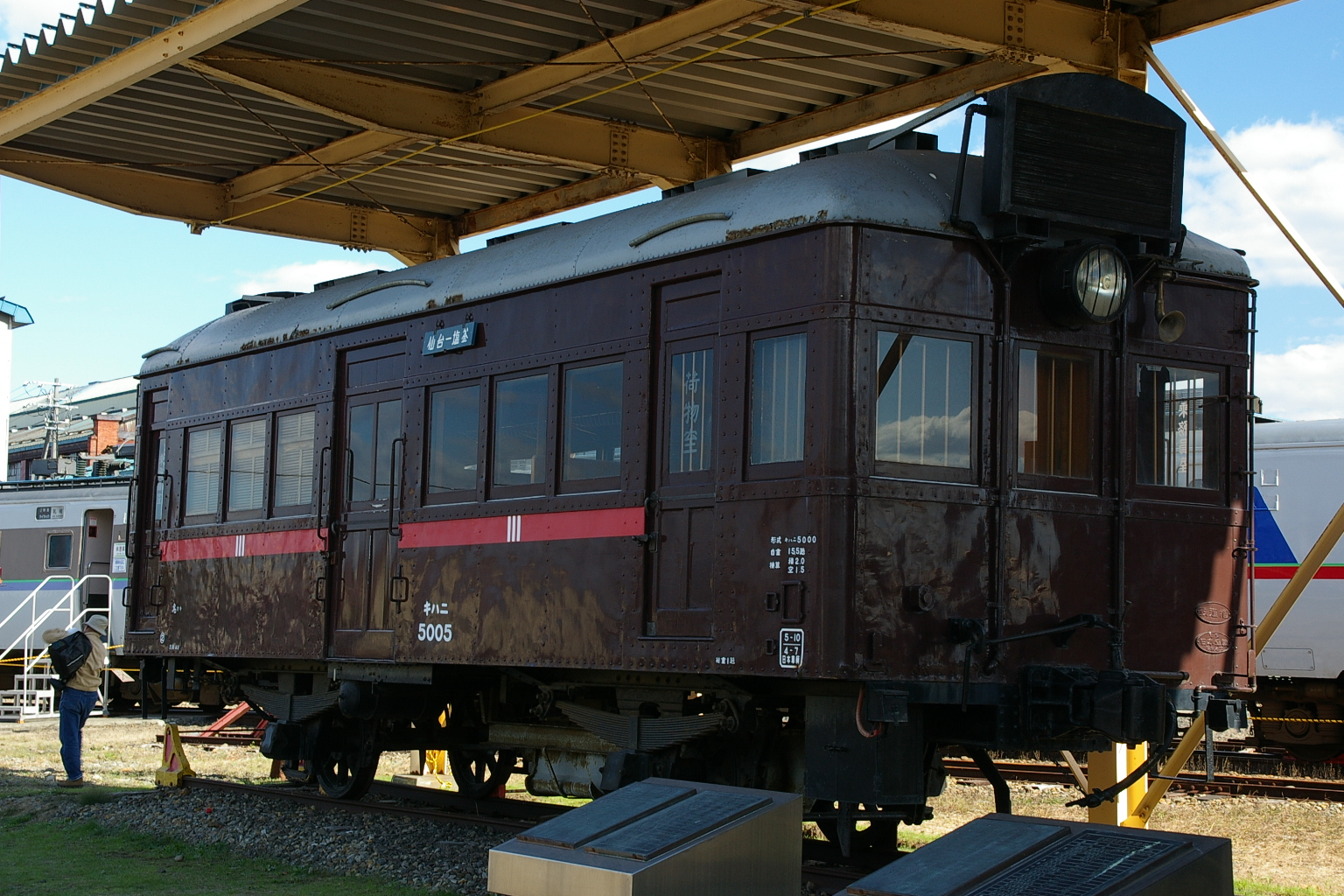
Kihani 5000-Triebwagen, Japan 1929

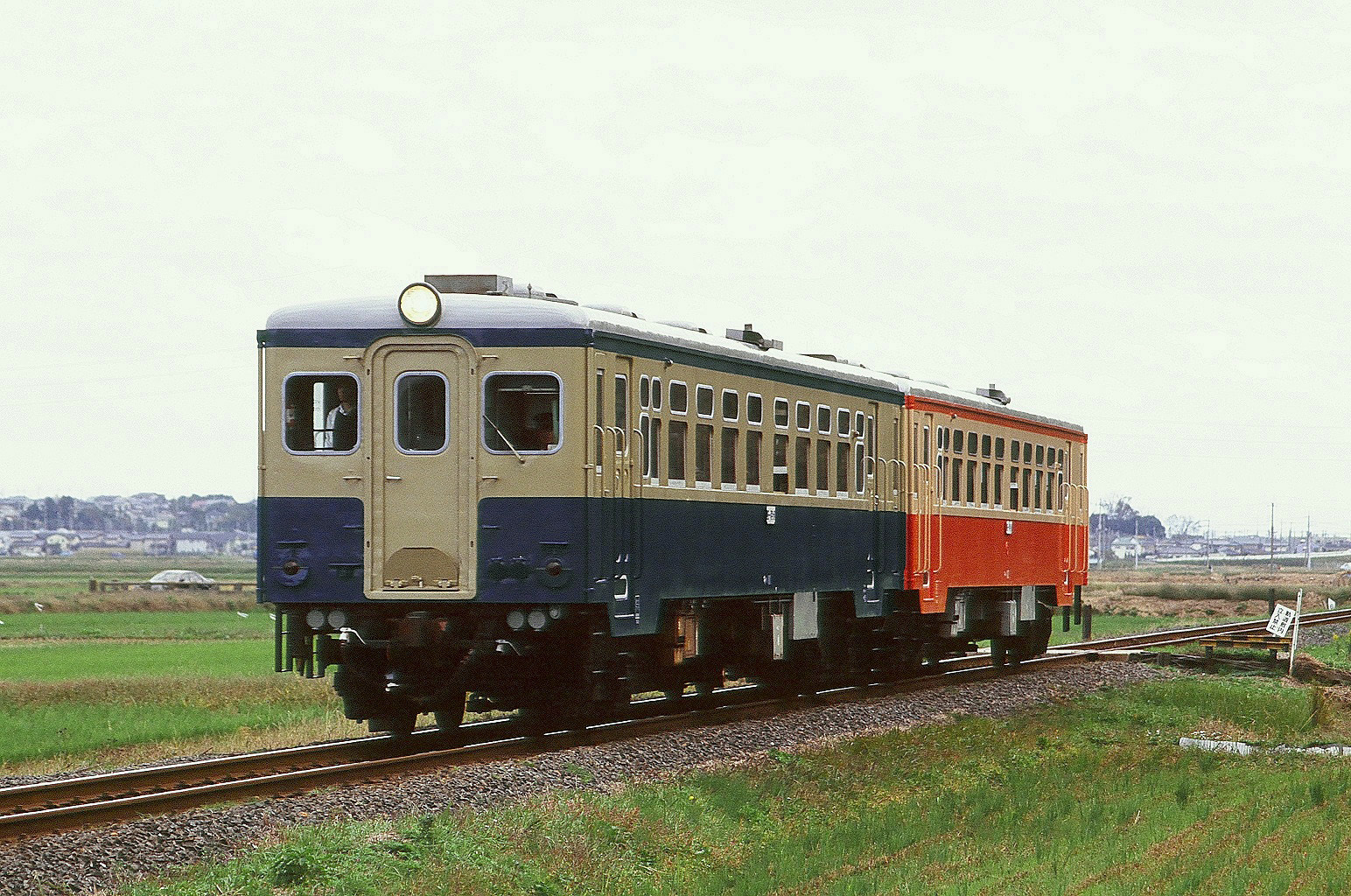
Kiha 45000 (hier Teilserie Kiha 11),
1953–1956 in 728 Exemplaren gebaut

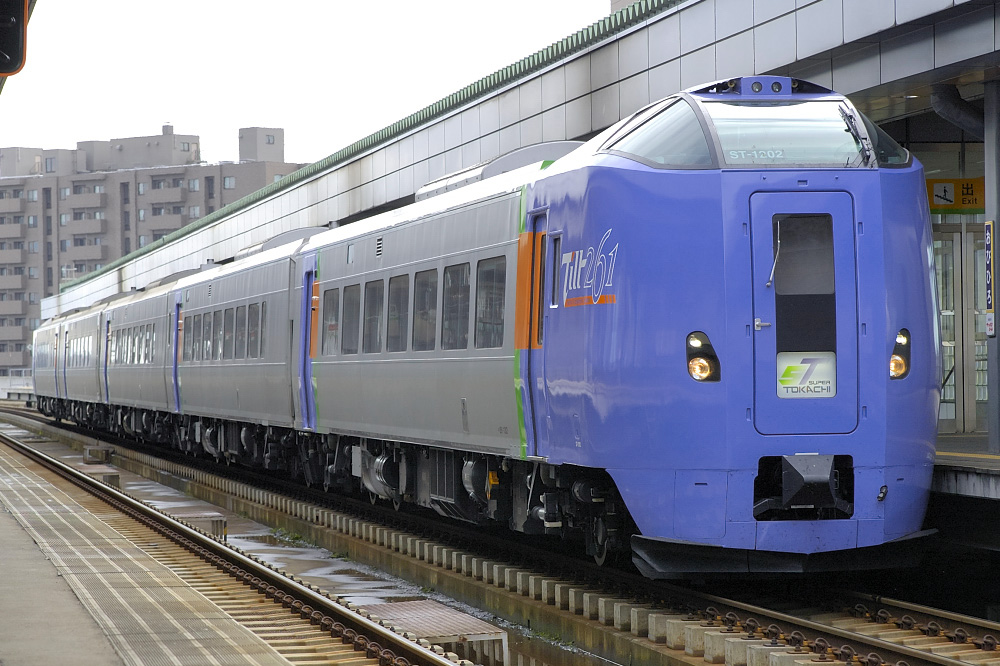
Japanischer Neigetriebzug Kiha 261

- Kidojidoshi, Schienenbus für Privatbahnen, ab ca. 1925
- Kihani 5000 (キハニ5000形), 12 schwere Kleintriebwagen mit 40 PS Schiffsmotor, 1929
- Kiha 36900 (Kiha 41000) 136 Benzintriebwagen, 15,5 m lang, 1933–1936
- Kiha 42000, 62 Benzintriebwagen, 19 m lang, 1935–1937
- Kiha 43000 (キハ43000系), 2 dreiteilige dieselelektrische Stromlinientriebzüge 1937[22]
- Kiha 44000 (キハ44000系), dieselelektrisch
- Kiha 45000 (Entwicklungsstufen Kiha 10–51 (キハ 10, …)), 728 dieselhydraulische Triebwagen, 1953–1956[23]
- Kiha 55 für kurze Schnellverbindungen 1956
- Kiha 58, „Joyful Train“, Triebzüge für den Schnellzugdienst, 1961 ff.
- KiHa 181, 158 Triebwagen in Gruppen als Expresszüge[24] 1968–1972, Einsatz bis 2010
- KiHa 40-47-48, 888 Triebwagen, gebaut 1977–1982
- LE 2, Schienenbusse der Tarumi-Bahn und anderer Privatbahnen, 1984–1986
- KiHa 100, 247 Einzeltriebwagen 1989–1999
- KiHa 141, 44 Einzeltriebwagen 1990
- KiHa 120, 89 Einzeltriebwagen 1991–1996
- KiHa 281, 27 Wagen für Neige-Triebzüge aus 7–8 Wagen, seit 1998
- KiHa 261, Neige-Triebzüge mit 4–6 Wagen, seit 1998
- KiHa E130, 49 Dieseltriebwagen seit 2007
- KiHa 122-KiHa 127, 19 Einfach- bzw. Doppeltriebwagen seit 2009
- KiHa 8500, Meitetsu Limited Express[25]

### Kanada
- Budd Rail Diesel Cars
- Bombardier Talent, 3 dreiteilige Züge als O-Train in Ottawa

### Südkorea
- Korail DEC
- Korail DHC
- Korail NDC
- Korail CDC/RDC

### Kroatien

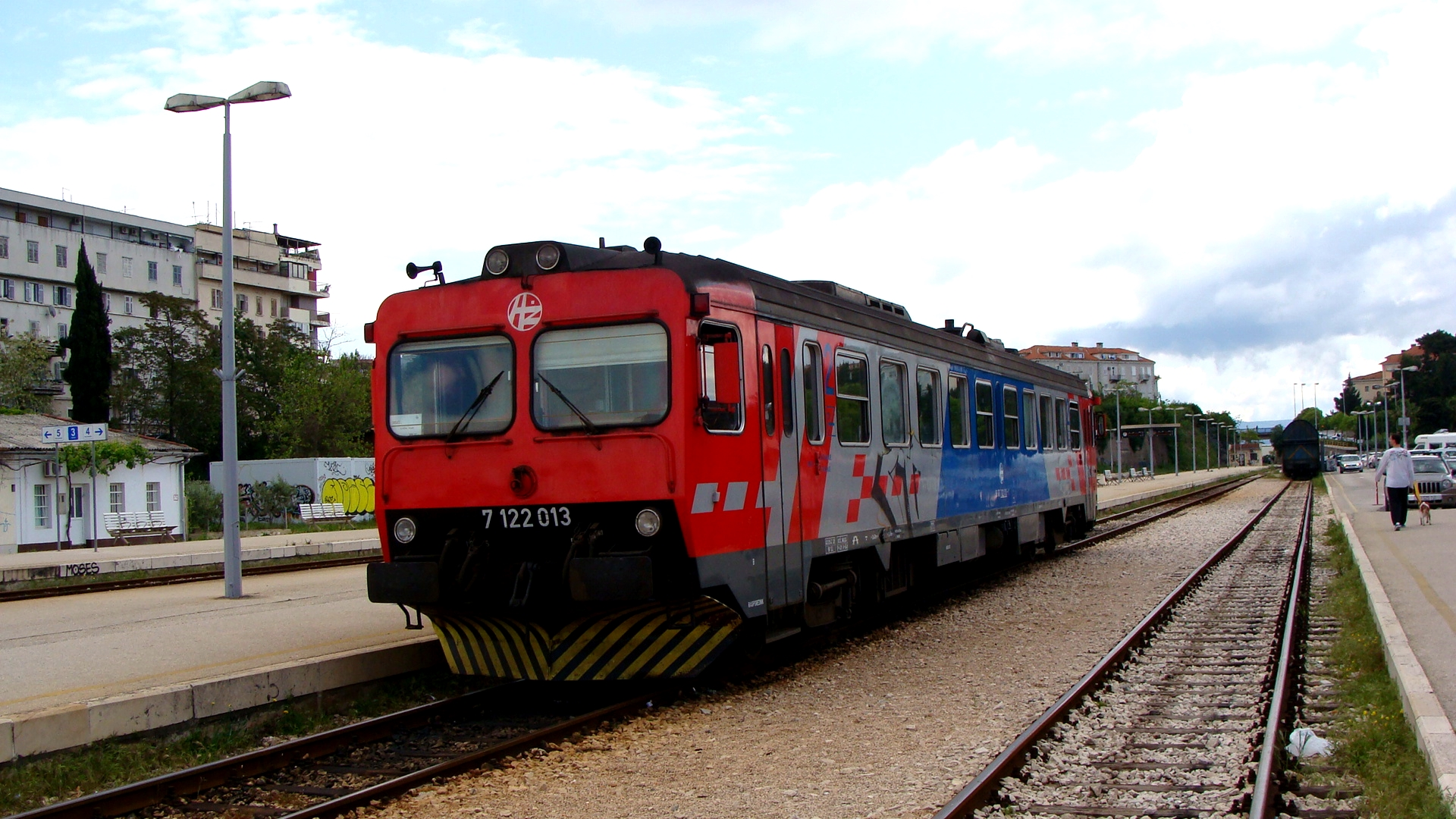
Ein HŽ-Triebwagen der Reihe 7122 im Bahnhof Split im Frühling 2014

- 7122, 34 gebrauchte schwedische Y1/YF1, gebaut 1979
- 7121, 46 jugoslawische Triebzüge der Reihen 712 und 714, gebaut 1981

### Kuba
- BR 771/BR 772, 30 gebrauchte DR-„Ferkeltaxen“, dazu 21 Steuer- und 3 Beiwagen, geliefert ab 2000

### Lettland

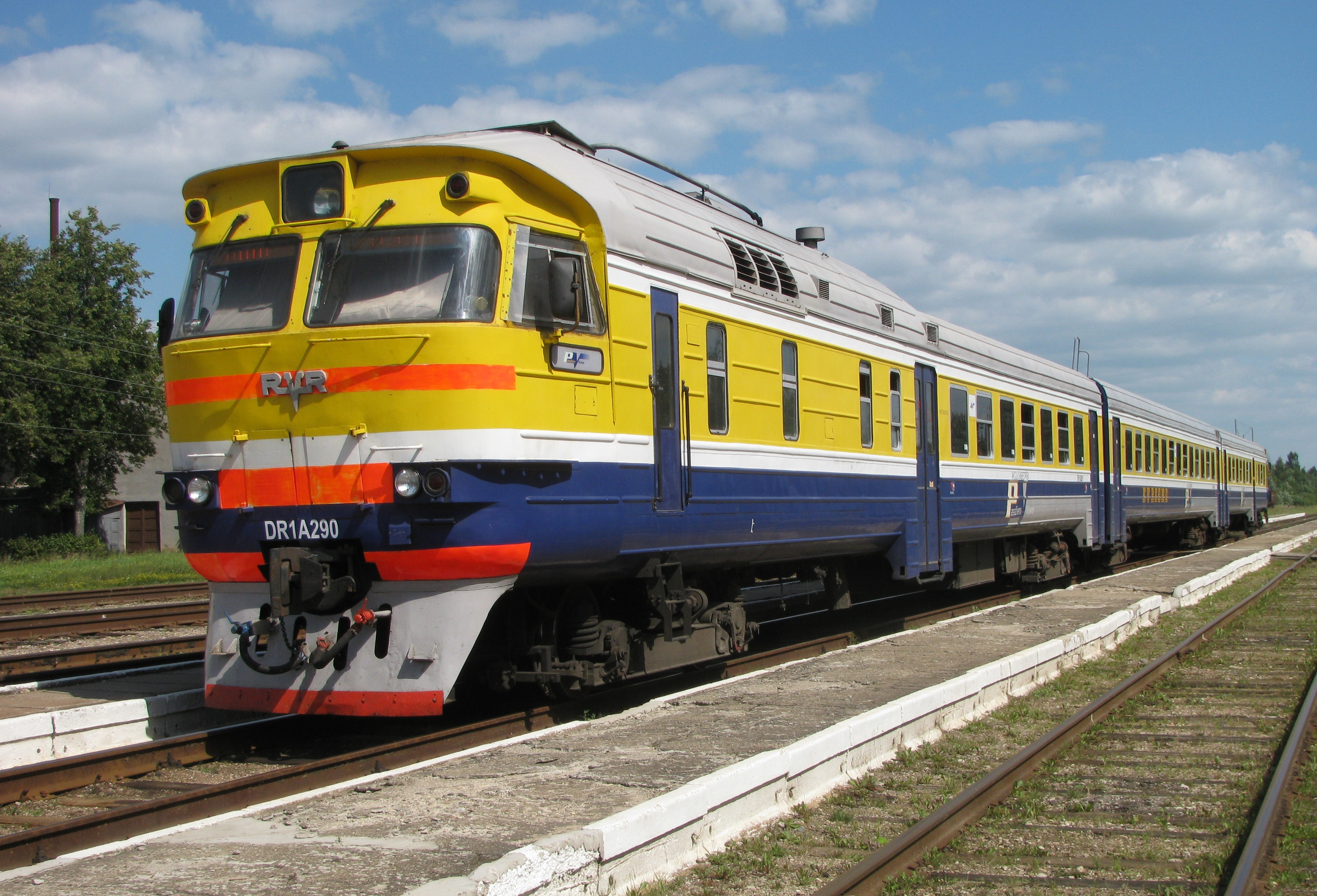
DR1A in Lettland

- PV DR1A/DR1AM, 40 sowjetische DR1A, gebaut in Riga 1973

### Litauen
- D1, 14 sowj. D
- DRIAM, 12 sowj. DR
- 620M, 10 PESA-Triebwagen, 2009

### Malaysia
- KTM Class 26, 6 Vierachser, 1958, Commonwealth Engineering Company, Australien
- KTM Class 27, 12 Vierachser, 1960, Commonwealth Engineering Company, Australien
- KTM Class 28, 15 Vierachser, 1966[26]

### Niederlande
- NS 21, 30 Vierachser, gebaut 1953

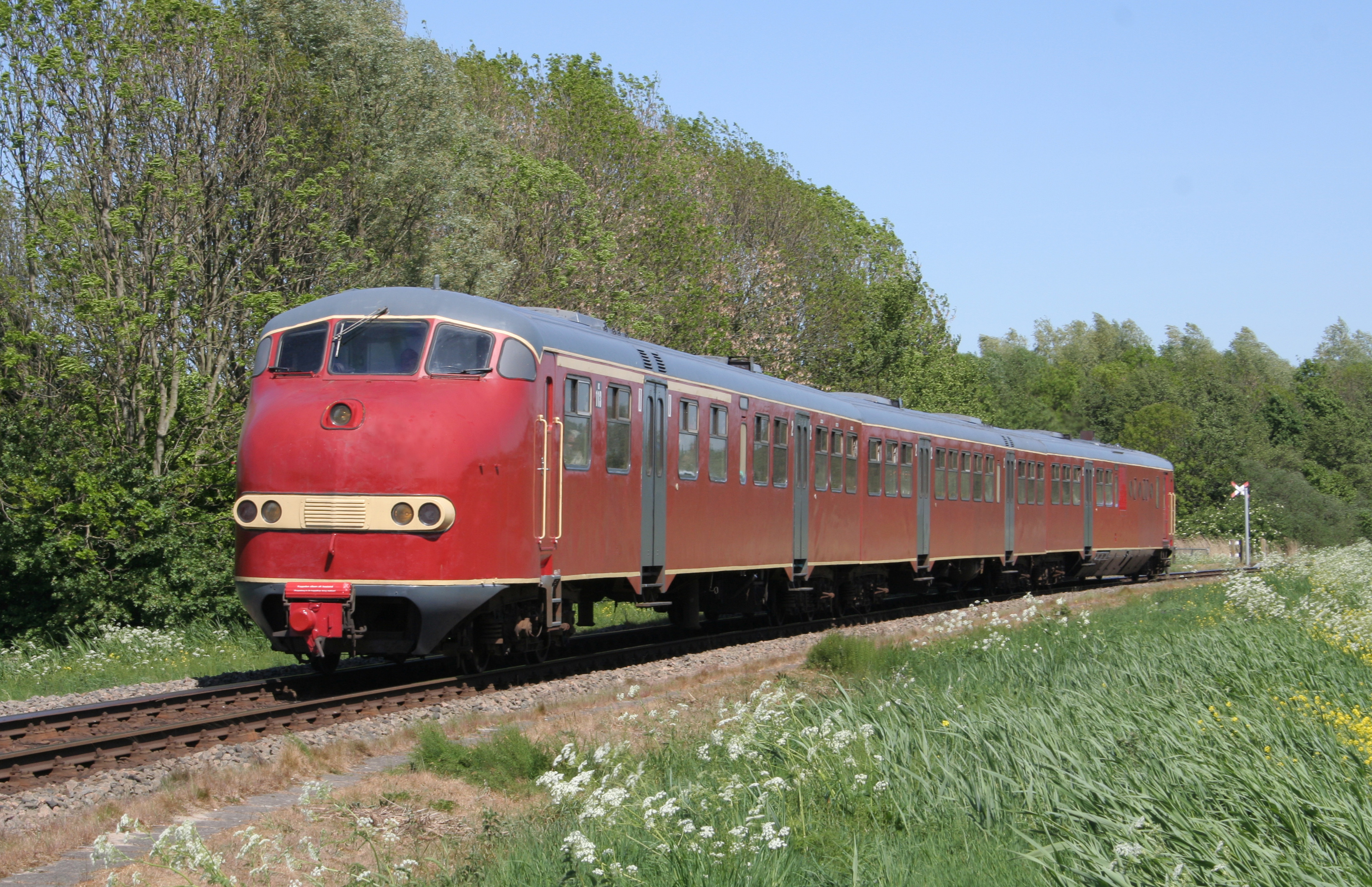
Niederländischer Triebzug Serie 111 (Plan U) von 1960

- NS 61, 46 Dieseltriebzüge, gebaut 1953
- NS 111, 42 Dieseltriebzüge, gebaut 1960
- NS 3100/3200, 19 Einzel- und 31 Doppeltriebwagen, gebaut 1981–1983, später an Noordnet, Arriva u. Veolia
- NSR 3400, 23 (+ 21 bei Keolis Nederland) Dieseltriebzüge, gebaut 1996
- Arriva 10228–10587, 99 Doppeltriebwagen, gebaut ab 2006, weiter 10 bei Connexxion
- Veolia 200/350, 16 Gelenktriebwagen von Stadler, gebaut 2007
- Stadler Wink, 18 Triebzüge für Arriva Nederland

### Philippinen
- MC-Triebwagen 6 Dreiwagenzüge von Hyundai Rotem
- DRC-Triebwagen, 8 Einzeltriebwagen, Bj. 1971–1995 von den Victorian Railways
- KiHa 52 aus Japan

### Polen

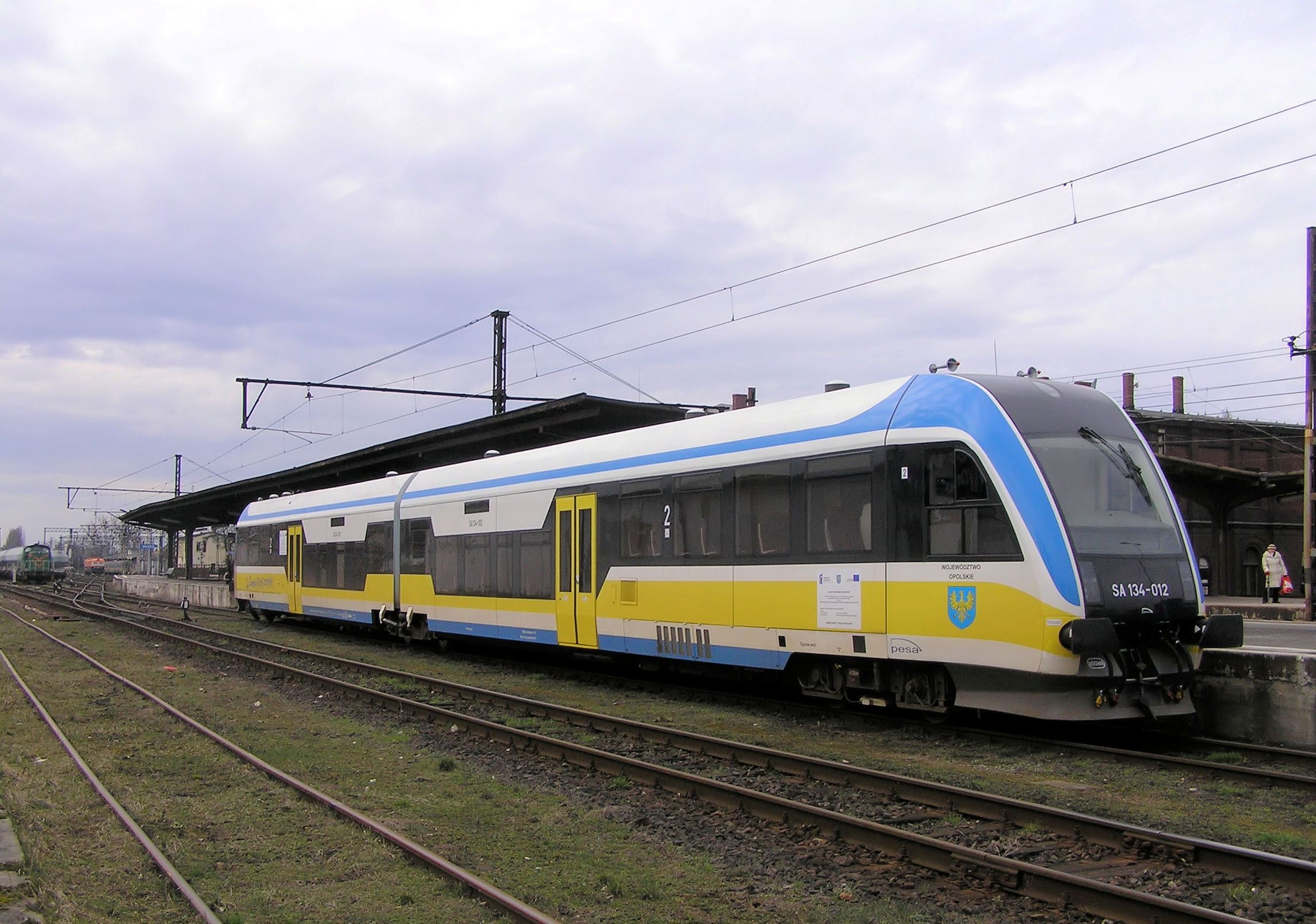
PKP SA 134 in Brzeg

- PKP MBxd1 201 bis 204 Schmalspurtriebwagen von Konstal, gebaut 1960–1967
- VT628 (ehem. DB-Fahrzeuge), MAN AG, DUEWAG, 1974–1981
- PKP-Baureihe MBxd2 Schmalspurtriebwagen von FAUR (Bukarest), gebaut 1984–1986
- SA106, Herstellertyp PESA 214M, 19 Triebwagen (B'2') 2001–2007
- SA 110 (ehem. DB-Fahrzeuge), MAN AG, Waggonfabrik Uerdingen, 1964–1968
- SA133, Herstellertyp PESA 218Mc, 24 Gliederzüge (B'2'B') 2006–2012
- SA134, Herstellertyp PESA 218Md, 25 Gliederzüge (B'2'B') 2007–2012
- SA137, Herstellertyp Newag 220M, 4 Gliederzüge (B'2'B'), gebaut 2010 ff.
- SA138, Herstellertyp Newag 221M, 5 Gliederzüge (B'2'2'B'), gebaut 2010 ff.

### Portugal

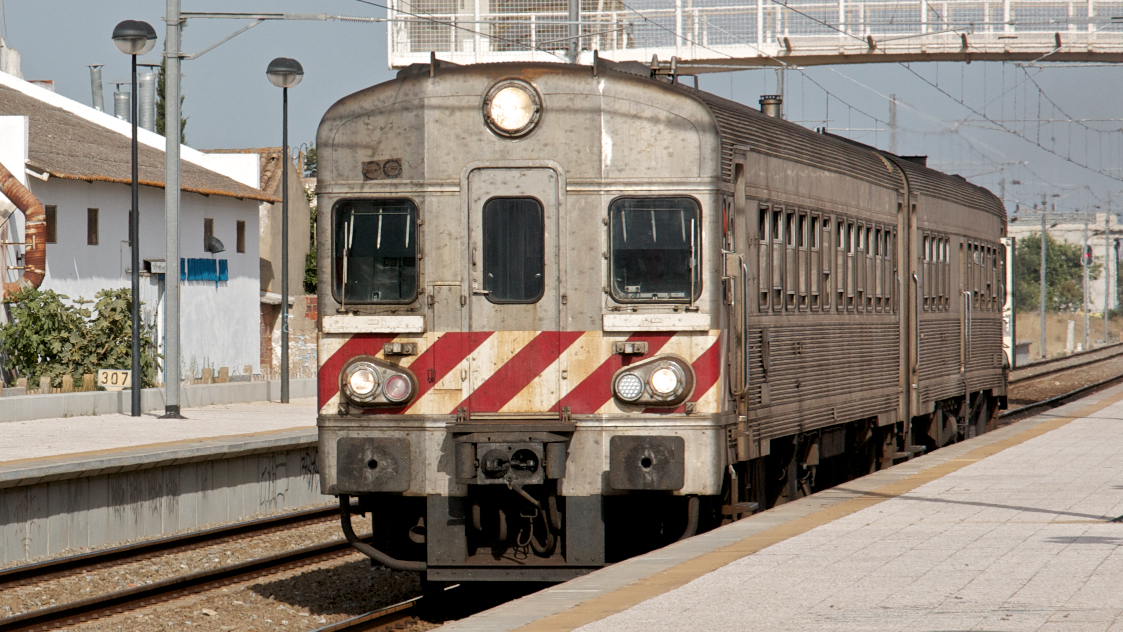
Portugiesische Série 0600, Bj. 1979

- Série 0100 da CP, 15 Wagen (1A)'-(A1)', dieselhydraulisch, gebaut 1948 in Schweden
- Série 0300 da CP, 15 Vierachser, gebaut 1954/1955 in den Niederlanden
- Série 0400 da CP, 19 dieselhydraulische Doppeltriebwagen, 1965/1966 von den portugiesischen Sociedades Reunidas de Fabricações Metálicas
- Série 0600/0650 da CP, 20 Doppeltriebwagen 1979, 5 Dreifachtriebwagen 1989
- Série 0450 da CP, 19 Züge (dieselhydraulischer Triebwagen + Anhänger), 1999
- Série 0350 da CP, 21 dieselelektrische Vierachser, 2000 von der portugiesischen Empresa de Manutenção de Equipamento

### Rumänien
- CFR 77, 40 vierachsige Schienenbusse, gebaut 1935–1942, noch in Betrieb
- CFR 78, 13 Einfach- und 4 Doppel-Vierachser, gebaut 1939–1954, noch in Betrieb
- CFR 79, 17 Ferkeltaxen, 1960–1977, noch in Betrieb
- CFR 76, 19 gebrauchte/renovierte DB-Reihe 614, gebaut 1972, modernisiert bei Remarul 16 Februarie
- CFR 96, 120 Siemens Desiro Classic, 2003

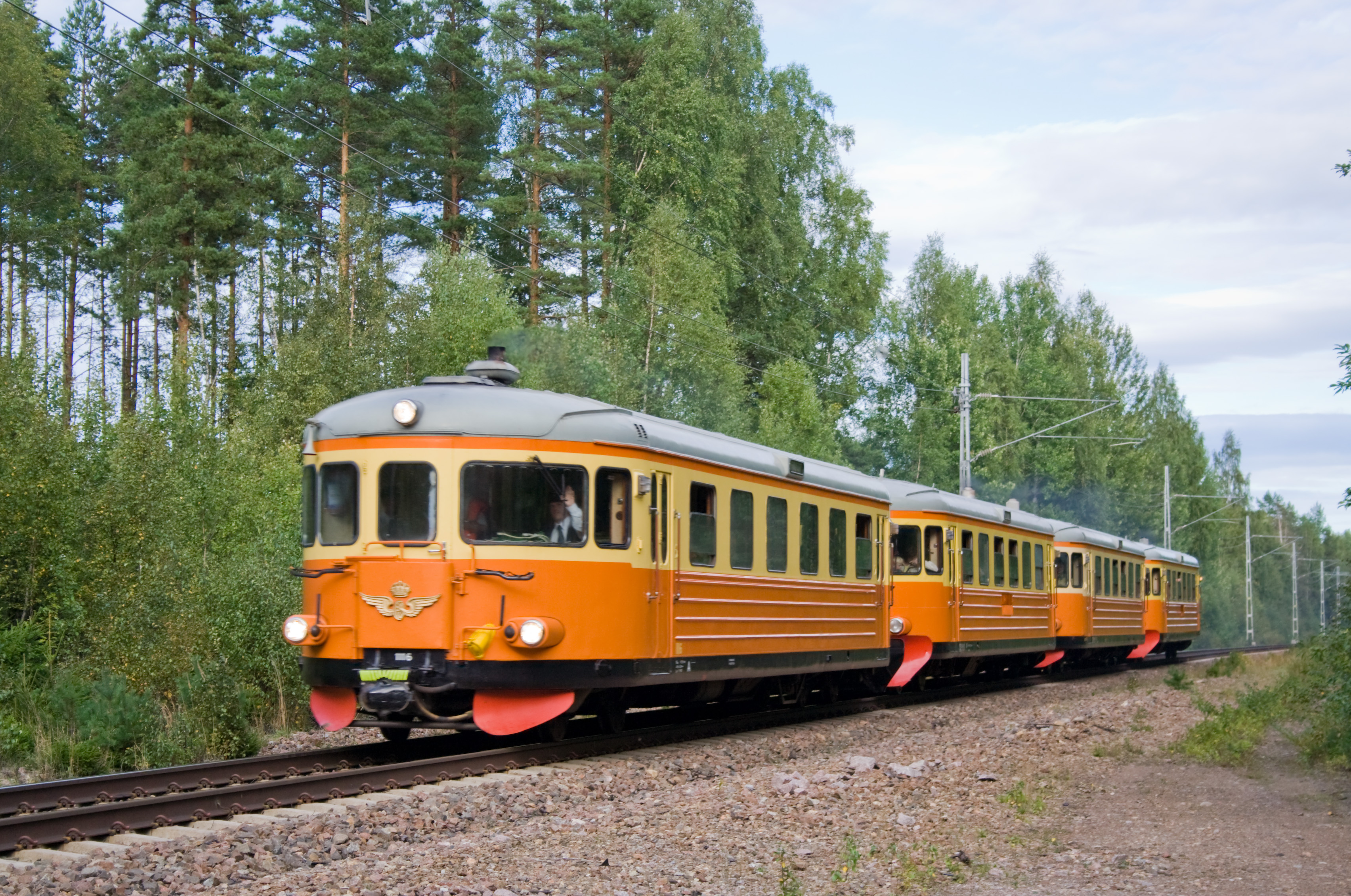
Schwedische Y8-Triebwagen

### Schweden
- SJ Y6 – Y8, 378 vierachsige Dieseltriebwagen, gebaut 1953–1961
- SJ Y3, dieselhydraulischer Triebzug mit doppelstöckigen Trieb- und Steuerwagen, 6 Züge gebaut 1966/1977
- SJ Y1, 100 vierachsige Dieseltriebwagen, gebaut 1979–1981
- SJ Y2, 20 dreiteilige Triebwagenzüge mit großen Wulstbälgen an den Wagenenden, baugleich den dänischen MF (IC 3), gebaut 1989–1996

### Serbien
- ŽS 812, Uerdinger Schienenbusse + Lizenznachbau, 1955 ff., 9 noch im Dienst
- ŽS 710, 9 gebrauchte schwedische Y1, von FIAT gebaut 1979
- ŽS 711, 12 Dieseltriebzüge von Metrowagonmasch (RU), 2012

### Slowenien
- SŽ 711, 10 Langstreckentriebzüge, von WMD 1970
- SŽ 813/814, 48 Triebwagen + 48 Beiwagen, FIAT u. TVT, 1973
- SŽ 713/715, 23 Triebwagen + 23 Steuerwagen, 1983

### Spanien

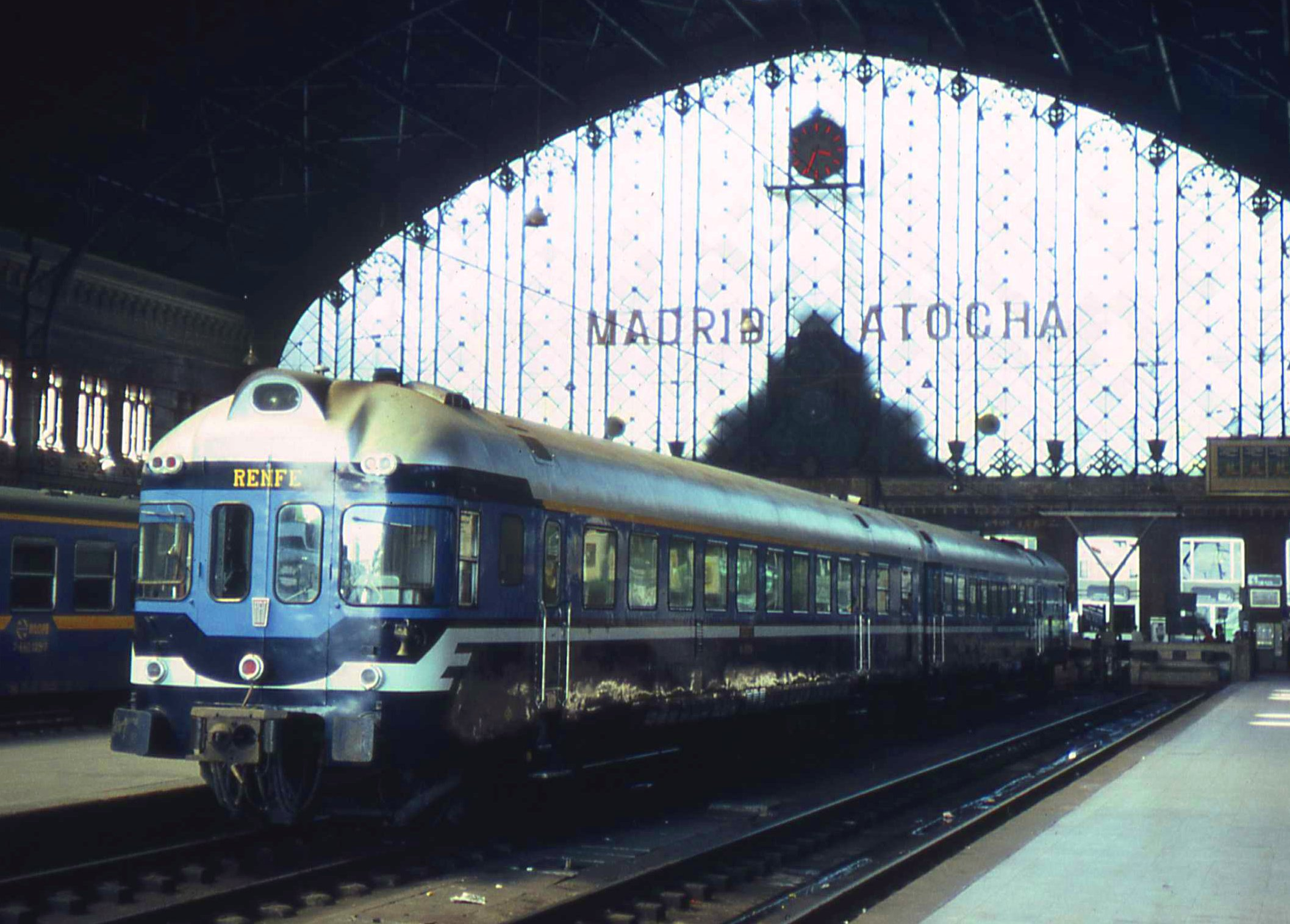
TER in Madrid

- Serie 591 de Renfe, modifizierter Uerdinger Schienenbus in 60 Dreier-, 34 Vierer- und 71 Zweier-Kombinationen mit Faltenbalgübergängen, aus 1–2 Trieb- und 2–0 Beiwagen von CAF, MMC, SECN, MACOSA und Euskalduna, 1962–1971[27]
- Serie 595 de Renfe, Tren Automotor FIAT (TAF), 50 gebaut 1952–1954[28]
- Serie 597 de Renfe, Tren Español Rápido (TER), 60 Doppeltriebwagen gebaut 1964–1966
- Serie 592 de RENFE, 70 Züge (je 2 dieselelektrischen Triebwagen u. 1 Mittelwagen), von Macosa und Ateinsa, 1981–1984
- Serie 593 de Renfe, 63 dreiteilige Triebzüge, gebaut 1982–1984, ab 2004 teilweise verkauft nach Argentinien und Chile
- Serie 598 de Renfe, 21 dreiteilige Neigetechnik-Triebzüge, gebaut 2004 von CAF
- Serie 599 de Renfe, dreiteilige Triebzüge mit Niederflur-Mittelwagen, gebaut seit 2008 von CAF

### Sri Lanka

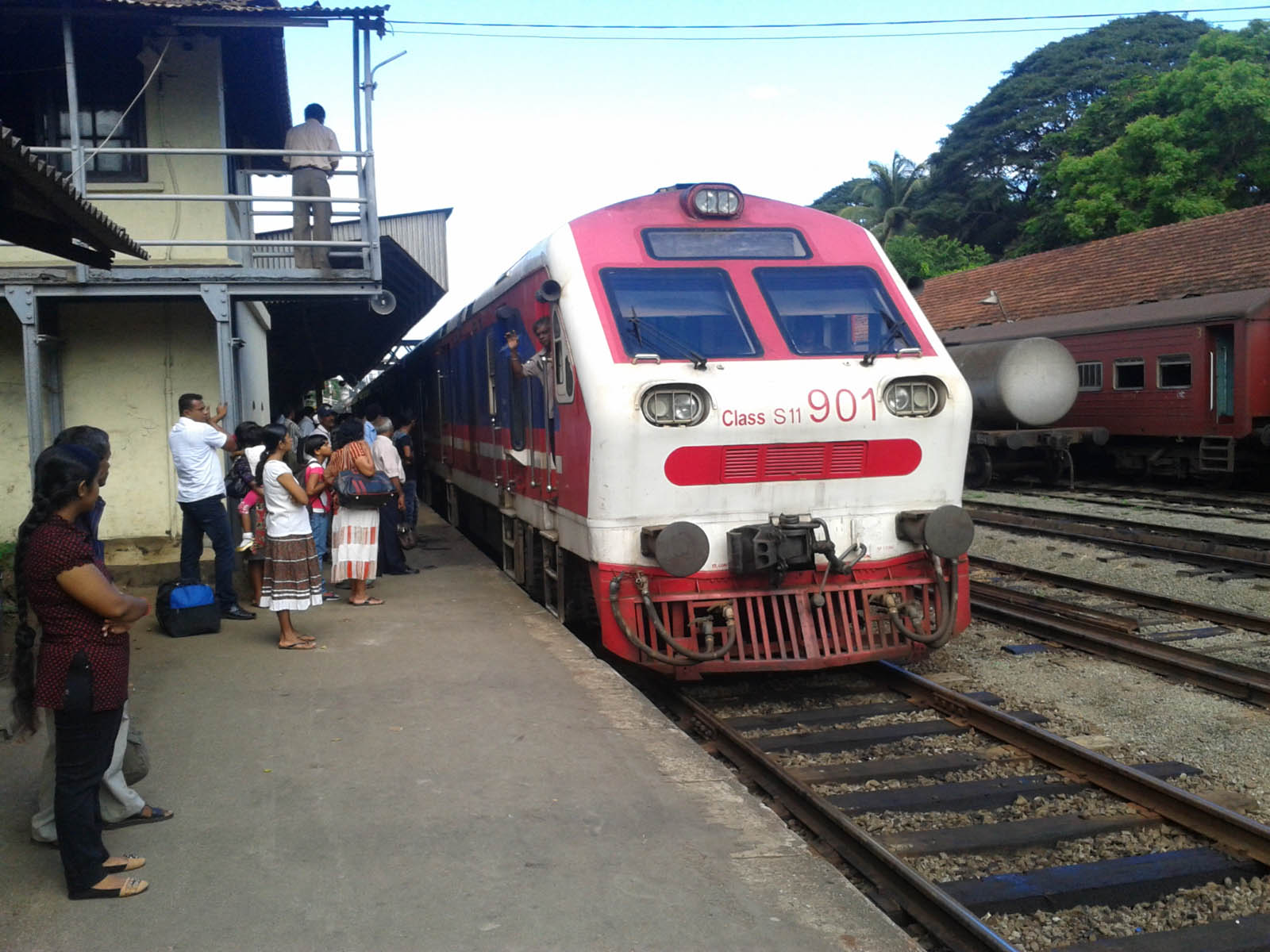
Klasse S 11 der Sri Lanka Railways

- SLR S8, 20 dieselhydraulische Züge, max. 80 km/h, Hitachi-Hyundai 1991[29]
- SLR S9, 15 dieselelektrische Hybridzüge, max. 100 km/h, 1999 ff. von CSR Sifang in Qingdao, China
- SLR S10, 15 dieselelektrische Züge, max. 100 km/h, 2008 von CSR Sifang, China
- SLR S11, dieselelektrische Züge für Fernverkehr, gebaut seit 2011 von Integral Coach Factory in Chennai, Indien
- SLR S10, dieselelektrische Luxuszüge, max. 120 km/h, seit 2012 von CSR Sifang, China

### Südkorea
- Schienenbusse der Keha-Klasse, etwa 41 in Japan und Korea hergestellte Benzintriebwagen

### Syrien
10 Rotem-Dieseltriebzüge, gebaut 2006

### Thailand
- SRT RHN, 38 Triebwagen und 38 Anhänger, 1967 von Hitachi
- SRT NKF, 64 Triebwagen und 12 Anhänger, 1985, japanisches Konsortium
- SRT APD, 20 Triebwagen und 40 Anhänger, 1996 von Daewoo

### ČSR / ČSSR / Tschechien und Slowakei

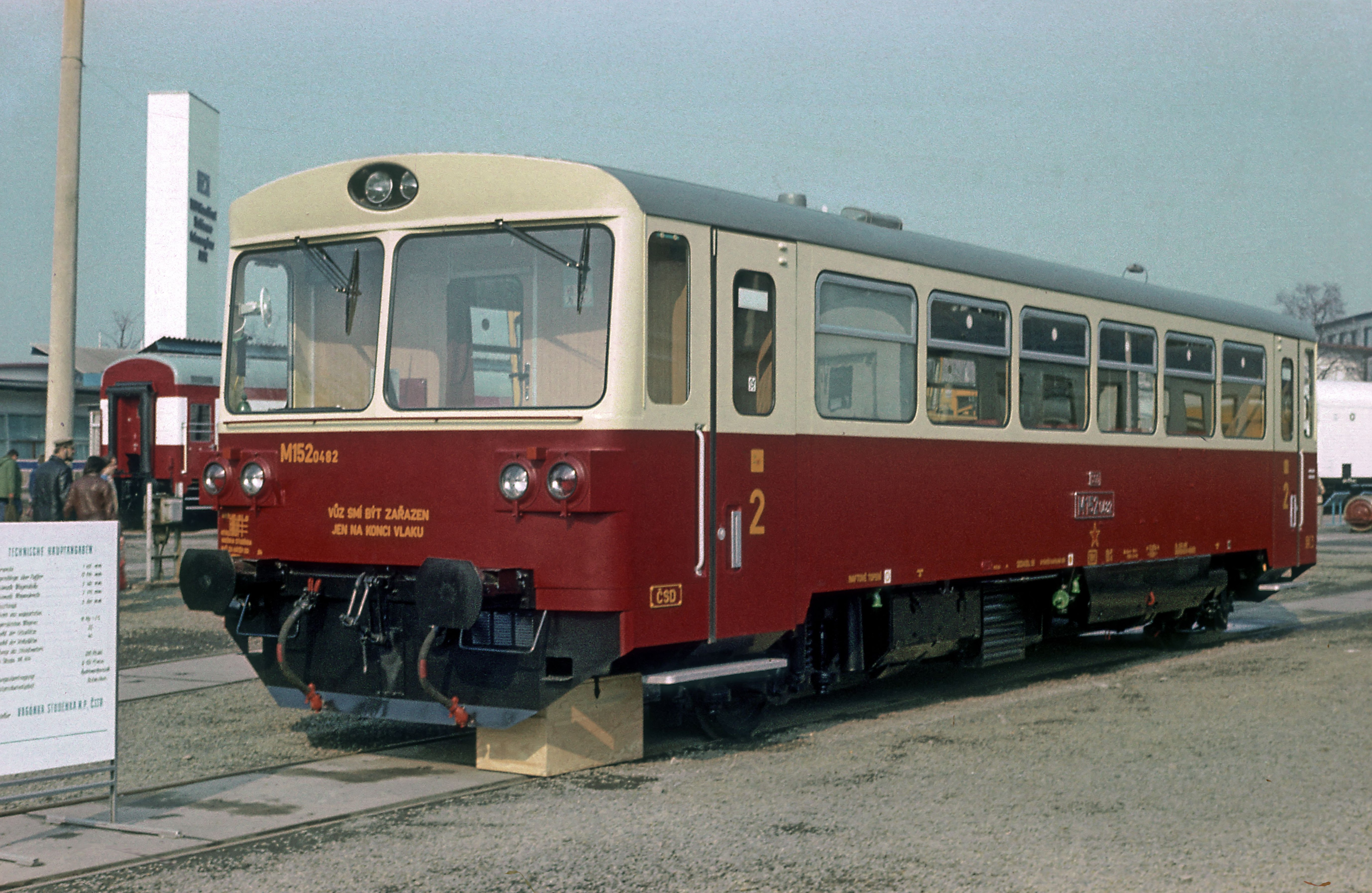
ČSD M 152

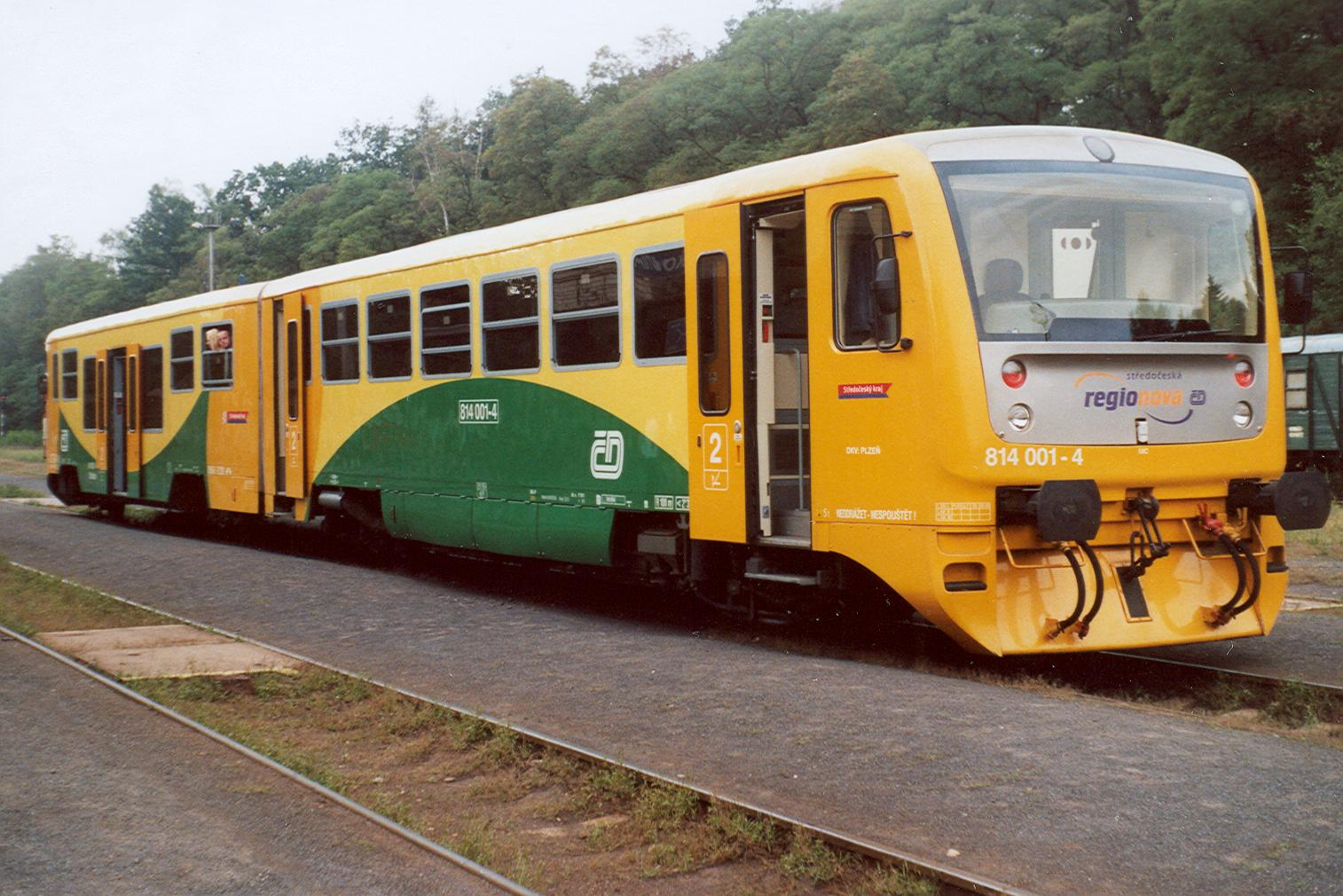
ČD 814/914

- M 120.1, 10 Benzin-Schienenbusse, 1927/1928
- M 120.3/M 120.4, 27 Benzin-Turmtriebwagen, 1928–1930
- M 130.2 Benzin-Turmtriebwagen, 63 Benzin-Turmtriebwagen, 1933–1937
- M 131.1 529 Dieseltriebwagen 1948–1956
- M 152.0 680 Dieseltriebwagen 1973/1975–1982
- ČSD-Baureihe 809, 28 Diesel-Zweiachser 1976–1982
- ČD-Baureihe 814/914, kurzgekuppelte Kombinationen von Zweiachsern mit hydromechanischem Getriebe, teil-niederflurige Rekonstruktion (Umbau) 2005–2012 aus Triebwagen der ČSD-Baureihe 810 (vormals ČSD M 152.0) und Beiwagen der Reihe 010:
  - 212 Zweierkombinationen aus Dieseltriebwagen und Steuerwagen
  - 26 Dreierkombinationen aus zwei Dieseltriebwagen und einem Mittelwagen
- ZSSK Baureihe 813, 44 kurzgekuppelte Zweierkombinationen von Zweiachsern ohne Niederflurteil, hydromechanischer Dieseltriebwagen und Steuerwagen, ebenfalls Rekowagen aus ČSD M 152.0
- ČD-Baureihe 844, 31 niederflurige hydromechanische Dieseltriebzüge des Typs Link II von PESA, B'2'B' mit Jakobs-Drehgestell, 2011–2013

### Türkei
- TCDD Triebwagen 1–6, gebaut 1934 von Škoda
- TCDD Triebwagen 21–26, gebaut 1935 von MAN
- MV 5100, gebaut 1942 von MAN
- RM 3000, Uerdinger Schienenbusse, 1898 gebraucht gekauft
- MT 5400, 20 Vierachser, gebaut von SCF Verney
- MT 5600, 11 Vierachser, gebaut 1990 von TÜVASAS/ FIAT 30 Vierachser
- MT 5700, 30 Vierachser, gebaut 1993 ff. von FIAT
- MF 10000 Gepäcktriebwagen[30]

### Tunesien
- Z 431 (Normalspur)/YZ 661 (Schmalspur), 6 + 9 Vierachser, von Alsthom gebaut 1975
- franz. AMG 500, 10 Normalspurtriebzüge, von CFD gebaut 2008

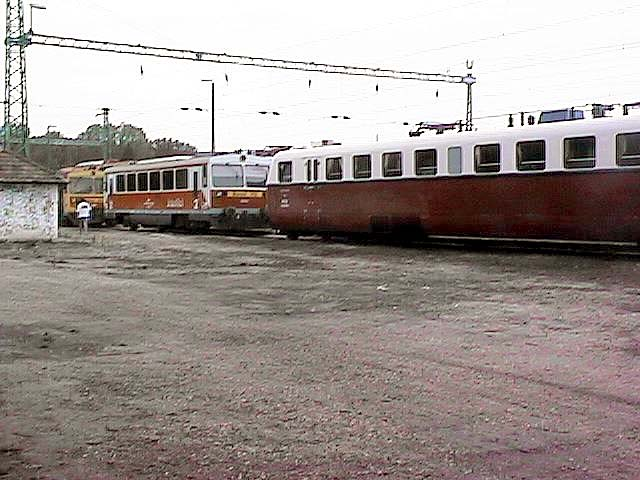
Ungarn: Arpád (rechts, 1934) und
Bzmot (Mitte, baugleich mit tschechischen M 152.0, 1973/1975 ff.)

### Ungarn
- Weitzer-De Dion-Bouton-Triebwagen, benzinelektrisch, gebaut ab 1903, erster in Serie produzierter Verbrennungstriebwagen Europas und einer der beiden ersten der Welt
- MÁV-Baureihen Cmot VIIIa und VIIIb, gebaut ab 1904 von Ganz & Cie, dampfbetriebenes Gegenstück des Weitzer-De Dion-Bouton-Triebwagens
- MÁV BCmot, Verbrennungstriebwagen der ungarischen Staatsbahn, gebaut 1926–1937
- MÁV „Árpád“, Komfort-Schienenbus, gebaut 1934
- MÁV „Hargita“, Triebzug, gebaut 1944–1955
- MÁV Bzmot, baugleich ČSD M 152, gebaut ab 1975

### USA
- McKeen-Triebwagen, eine der beiden ersten Serien von Verbrennungstriebwagen der Welt
- UP M-10003, M-10005 und M-10006, vier dieselelektrische stromlinienförmige Doppeltriebwagen, 1936 von Pullman Standard/General Motors
- Budd Rail Diesel Car, 389 gebaut 1949–1962
- Colorado Railcar Doppelstocktriebwagen, 5 Doppelstocktriebwagen und 2 Doppelstockbeiwagen, gebaut 2005–2008 von Colorado Railcar[31]
- Stadler GTW, 20 Dieseltriebzüge der New Jersey Transit River Line

### UdSSR / Russland, Ukraine und Belarus
Triebzüge:

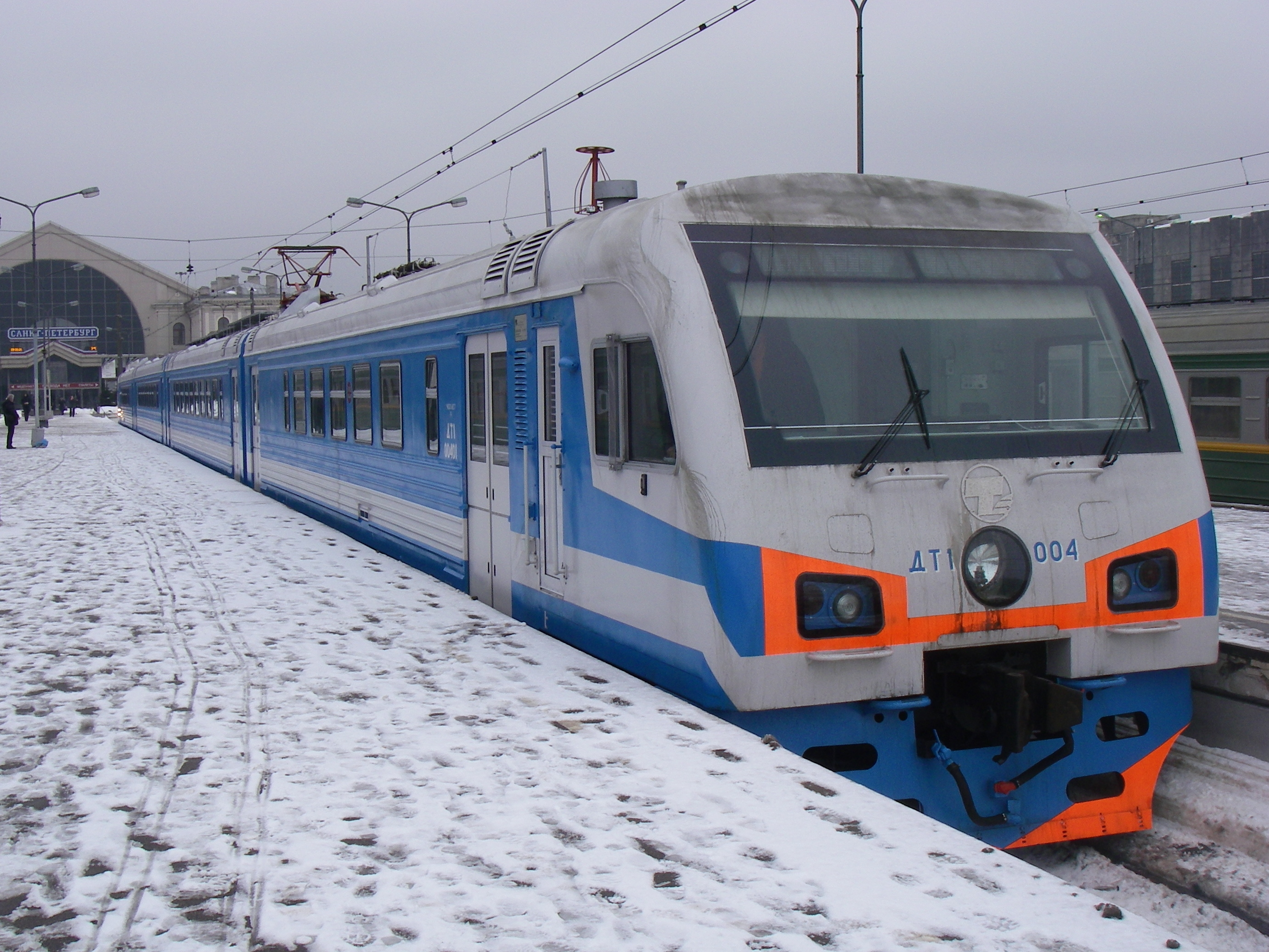
Russischer Hybridtriebzug DT1 (ДТ1)

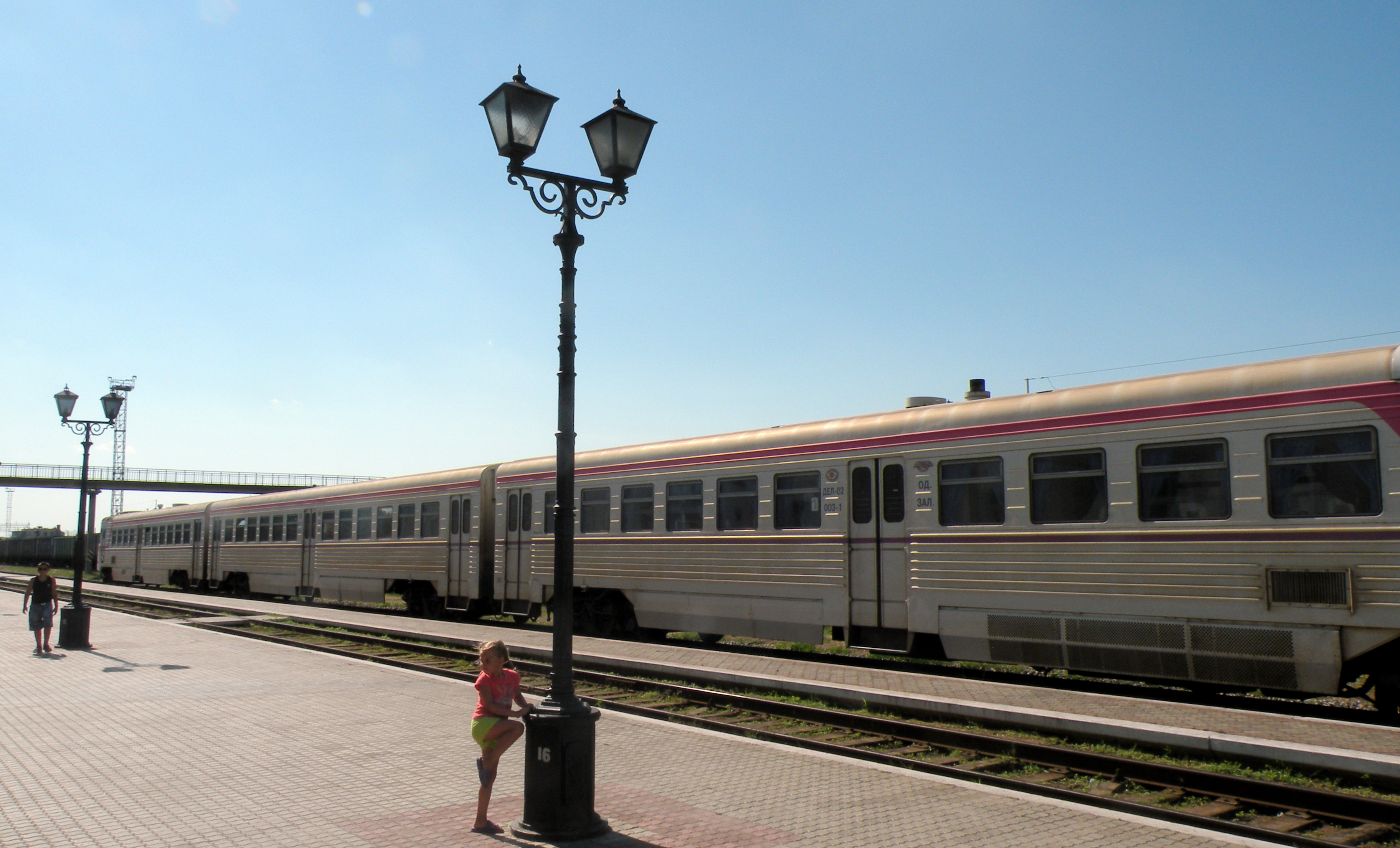
Dieseltriebzug der Baureihe DEL (ДЭЛ)

- DP (ДП), gebaut 1945 ff. in Ungarn, wie MÁV „Hargita“
- D (Д), gebaut 1960–1964 in Ungarn, Einsatz bis 1984
- D1 (Д1), gebaut 1964–1988 in Ungarn
- DR1 (ДР1), gebaut 1963 ff. in Russland
- DR1A (ДР1А) 1967–1985 (Rigaer Waggonfabrik)
- D1m (Д1м), gebaut 1995–2002 (Ungarn)
- DEL (ДЭЛ), gebaut 1996 ff (Ukraine)
- DT1 (ДТ1), gebaut 2007 ff., dieselelektrischer Hybrid-Triebzug (wahlweise Energiezufuhr über Oberleitung)

Schienenbusse (Рельсовые Автобусы):
- RA1 (РА1)/Model 731, vierachsig, gebaut seit 2004[32]
- RA2 (РА2), vierachsig, aerodynamisch, gebaut seit 2006